# ムダヅモ無き改革
『ムダヅモ無き改革』（ムダヅモなきかいかく）は、大和田秀樹による日本の漫画。『近代麻雀オリジナル』（竹書房）誌上において2006年3月号から不定期掲載され、2009年4月からは『近代麻雀』に移籍して2015年まで連載された。
日本・アメリカなどの首脳同士がF-15戦闘機などを賭けて麻雀外交を繰り広げるという型破りな内容となっている。なお、登場人物は実在の人物をモデルにしているが、あくまで「この作品はフィクションです。実在の人物とは“あまり”関係ありません」との注意書きがある。
関連作品として、『ムダヅモ無き改革 プリンセス オブ ジパング』が『近代麻雀』にて、2017年10月号から2022年12月号まで連載された。
※当記事では同作の単行本情報のみ記載し、内容は扱わない。
2021年7月時点でシリーズ累計発行部数は280万部を記録している。メディアミックスとして、2010年にOVA化された。

## あらすじ
「南海の劇戦」（2006年3月号）
沖縄での日米首脳会談後、第43代アメリカ合衆国大統領ジョージ・W・ブッシュに麻雀を教えてほしいと頼まれたタイゾー。その流れでちょっと賭けてやってみようということになり初心者をカモにしてやろうと企むタイゾーだったが、すべてはジュンイチローをおびき出すための芝居だった。首脳会談の3日間麻雀を打ち続け大敗したブッシュはタイゾーを人質に、第89代日本国内閣総理大臣・小泉ジュンイチローに「点F-15」でリベンジを挑む。ここにアメリカ大統領と日本国総理大臣の麻雀勝負の幕が上がる。
「テキサス電撃作戦」（2006年6月号）
完膚なきまでに敗れ、喚く息子に第41代アメリカ合衆国大統領“パパ・ブッシュ”は「麻雀の借りは麻雀で返せ」と一喝、再びタイゾーを捕らえ再戦を挑む。
「大海に響くは勝利の凱歌 前編・後編」（2007年9・10月号）
ブッシュ親子の立会いの下、米海軍の原子力空母ジョージ・H・W・ブッシュの艦上にて、北朝鮮の金将軍と「負けた方は相手の条件をなんでも呑む」というコンビ打ち麻雀勝負に挑むジュンイチローとタイゾー。しかし、ジュンイチローは街頭演説中に狙撃され、瀕死の重傷を負っていた。牌の扱いもままならないジュンイチローと激しく動揺し日和るタイゾー。絶体絶命と思われたところへ外務大臣“麻生タロー”が助太刀に入り、金将軍らを翻弄する。
「襲来!!!バルチック艦隊 第1話 - 第3話」（2008年3・4・5月号）
日本を取り巻く国際情勢は立ち止まることを許さない。ロシアのウラジーミル・プーチン大統領が来日するのだ。子供（チルドレン）の役目としてジュンイチローの"行方"を探すタイゾーを残し、日本へ戻ったゆかりはそこで第90代日本国内閣総理大臣の安倍シンゾーの相方として地下競技場へ向かう日本海に消えたはずのジュンイチローの姿を見る。だが、プーチンにそれがジュンイチローの息子“コータロー”の演ずる影武者と看破され、日本は窮地に追い込まれる。そんな最中、麻生のもとへタイゾーから思わぬ知らせが入る。
「迫りくる脅威」（2008年10月号 - ）
プーチンがジュンイチローに敗れたとの報告を聞き、ローマ教皇・ベネディクト16世が「教えてやろう、誰が地上の真の支配者かを」と動き出す。その情報は、第92代日本国内閣総理大臣の麻生タローからもジュンイチローに伝えられた。
「勃発!“神々の黄昏（ラグナロク）”大戦」（2009年4月号・近代麻雀2009年5月号 - ）
ベネディクト16世との戦いの後、ジュンイチローは呼び出された真の目的を知らされる。その時、何者かの攻撃によりインド洋で大爆発が発生、キノコ雲が立ち上がる。復活したナチスドイツ「第四帝国」の宣戦布告に対し、ジュンイチローやかつて戦った猛者である首脳達が一堂に会す。
「プーチン-1989-」（『近代麻雀オリジナル』2010年6月号）
KGB諜報員のプーチンは、ストレイサー教授亡命計画の報を受け、彼の監視のためベルリンに潜入する。若き日のプーチンを主人公とした特別番外編。
「獅子の血族」（2011年8月1日号 - ）
海上自衛隊のイージス艦たかおの艦長である真田二佐は海賊との麻雀勝負で麻生タローにその力を試される。そして小泉ジュンイチローを失い、低下した日本の麻雀力増強のために設立された第13独立麻雀部隊に入るように命じられる。一方、政権交代を果たした鳩山ユキヲ率いる民主党はJAXAの廃止を目論み、真田は仕分け3on3に挑む。
「血戦!!尖閣諸島沖波高シ!!」(2012年12月1日号 - )
尖閣諸島で謎の現象が発生。民主政権の妨害をかわし、尖閣へ向かおうとする真田は麻生タローと第14代ダライラマより、毛沢東率いるネオ中華ソビエト共和国が復活したことを知らされる。

## 登場人物

### 日本

#### 主人公
小泉ジュンイチロー/声 - 森川智之
本作の主人公。第89代日本国内閣総理大臣。護国と世界平和のためなら己の犠牲すら厭わない熱き魂と、豪運（国家首脳クラスの超絶的な強運）をもって、世界の首脳との麻雀勝負を繰り広げる。政界引退後も麻雀外交の先頭に立つ。また今作品内では、空母から艦上戦闘機で発艦できるほどの飛行機操縦スキルも持っている。牌の表面を親指で削り取って白牌を創り出す「轟盲牌」を駆使し、国士無双十三面（ライジングサン）、天地創世（ビギニング・オブ・ザ・コスモス）などの必殺技を繰り出す。
真田又次郎
「獅子の血族」編以降の主人公。二つ名は「獅子の血族」。海上自衛隊護衛艦たかおの艦長で階級は二佐。後に第13独立麻雀部隊に着任。ジュンイチローの息子だが、仕分け3on3の際に知らされるまで、その事実を知らなかった。その作戦は一見無謀に見えるほど大胆不敵だが、防衛大学校時代の演習では負け知らずだった。
必殺技は国士無双十三面（ライジングサン）、立直一発（トマホークアタック）、準国士無双（エクリプス）。その他にも、父親譲りの轟盲牌。轟盲牌とすり替えを使い敵にアタり牌を掴ませるファイアー立直などの超人的な技を持つ。

#### 自由民主党
杉村タイゾー/声 - 福山潤
小泉チルドレンの若き衆議院議員。単行本裏表紙での二つ名は「伝説のニート」。最初はカモにしようとしてカモられるなど情けない存在だったが、小泉の生き様を見て「チルドレン」としての覚悟を決めた後は、豪運の片鱗を見せ始める。しかし『勃発!神々の黄昏大戦』編では、周囲の超人ぶりを表すための“比較対象の一般人”扱いである。よく、相手の恐ろしさのあまり失禁し滝の如く尿を漏らす。必殺技は裸単騎大四喜（サウザンドウィンド）、裸単騎大四喜字一色（ダブルサウザンドウィンド）なお、この二つの技を出した際には文字通り『裸』であった。後者を出した際には本人いわく「暑くなってきたので脱いだ」など、何かと裸やパンツ一丁になることも多い。チルドレンの一人として師匠譲りの国士無双十三面（ライジングサン）を見せる場面もあった。
「獅子の血族」編ではオヒキとはいえ数々の勝負に参加した経緯のために第13独立麻雀部隊の教官に就任させられる。当初は真田たちにバカにされつつも、議員バッジを賭けた闘牌で奇跡的に勝利し教官として認められる。しかし、直後の政権交代で落選、再び「ただのニート」に戻ってしまった。キャラクターブック内では「へっぽこをイメージしながら描いたが、本人がまさかその上をいくとは」と書かれてしまっている。そのダメっぷりは、裏切りを持ちかけた小沢イチローが彼の人間性を（小さい方に）はかり損なうほど。
ゆかりタン/声 - 伊藤静
小泉チルドレンの女性衆議院議員。単行本裏表紙での二つ名は「美しき女豹」。自ら麻雀を打つことは少ないが、ジュンイチローに常に付き従う。本作では貴重な一般人の視点を持つ人物であり、作品全体を通じて、超人的な能力を持つ首脳陣の闘牌の傍らで解説役を担う。
「獅子の血族」編では、タイゾーとともに第13独立麻雀部隊の教官に就任。真田たちを厳しく鍛え上げている。
麻生タロー/声 - 有本欽隆
日本国外務大臣。二つ名は「スナイパー御曹司」。ジュンイチローとは盟友であり、並び立つ胆力と腕前を持ち見事な連携を見せる。金将軍の仕掛けたスナイパーを狙撃できる銃の名手でもある（その際に使用したのはスコープ非装着の旧式のライフル）。
「迫りくる脅威」編では、第92代日本国内閣総理大臣に就任している。クリスチャンゆえ、ジュンイチローと教皇との闘牌を誰よりも案じていた。ヒトラーとの決戦に際しては、ジュンイチローに「伝説の雀荘」における修行を提案するなど、非情の鬼に徹することができる。必殺技は緑一色（エメラルドグリーン）。
「獅子の血族」編でも総理大臣を務めており、日本国の麻雀力低下といずれ来る脅威に対して備えるため、真田達を集めて第13独立麻雀部隊を編成。その際、真田を見極めるべく海賊に拉致された人質に化けており、海賊の頭領が人質解放の約束を反故にしようとした際は海賊団を多数射殺して他の人質共々脱出した。真田達にあえて困難を与え厳しく鍛えあげる。
アニメ版では元総理大臣としての立場で登場。2009年8月30日ついに政権交代が行われ、マンガ版でも元総理となった。
外務大臣時代に同作者の漫画『超・超・超・大魔法峠』にゲスト出演している。また、本作唯一の「公認キャラクター」でもある。
石破シゲル
元日本国防衛大臣で現自民党幹事長。二つ名は「国防参謀」。真田たちに第13独立麻雀部隊に入るよう指示した。野党に降りた後も第13独立麻雀部隊の実戦訓練のため、麻生の指示で部隊が仕分け対象となるように仕組むなど、麻生の副官として働いている。
安倍シンゾー
第90代・第96代日本国内閣総理大臣。二つ名は「不屈のアベノミクス」。「襲来!!!バルチック艦隊」編においてジュンイチローと共に日露首脳会談でプーチンに立ち向かうも大敗を喫する。故あって日本はロシアを欺くも看破され、ロシアに対しそれを自らの不徳とし切腹。一命は取り留め、表向きには腸（ハラワタ）の病ということになり総理大臣を退く。
「血戦!!尖閣諸島沖波高シ!!」編では、腹（ボディ）を改造手術し復活。NINJAが自民党本部を襲撃した際は麻生を守る一方、そこまでの手段に出ざるを得なかった民主党の困窮を見破り、谷垣に政権交代工作を提案した。
谷垣サダカズ
第24代自民党総裁。尖閣へ向かおうとする真田の麻雀力を試すために麻生が真田と戦わせた。低姿勢で穏やかな物腰と小柄さなどから、初めは真田にその力を見くびられていたが、実は高い麻雀力の持ち主である。自民党の下野という非常事態に、あえて火中の栗を拾った男の意気は伊達ではない。必殺技はツモり四暗刻（コズミックサイクラー）。
竹下ノボル
第74代日本国内閣総理大臣。「獅子の血族」編で乾の回想に登場。一見好々爺然とした人物だが、漢に対しては男気で応える侠気あふれる漢。
小野寺イツノリ
第12代日本国防衛大臣。第13独立麻雀部隊を尖閣諸島での闘牌に派遣する。

#### 民主党
菅ナヲト
野党代表代行。ゆかりに対しセクハラさながらに迫り、政権交代後は麻生にいやみを言う。「獅子の血族」編では、麻生との裏取引により鳩山総理を唆し、仕分け3on3に出陣させた。鳩山ユキヲの失脚後、混乱に乗じて政権を奪取し、第94代日本国内閣総理大臣となるが、2012年12月の政権交代では、危うくタイゾーと同じ立場（元代議士のニート）になりかける。
鳩山ユキヲ/声 - 藤原啓治
第93代日本国内閣総理大臣。原作でも登場し、単行本巻末漫画『漫画で斬る麻生劇場』にも登場している。二つ名は、「宇宙人総理」。政権交代を実現するも、その場の記者会見で政権交代後の最初の行動として「政権交代」を宣言し、結果次の日には麻生の自民党政権に戻っているという麻生の願望のネタで登場。オリジナルストーリーであるOVA版においては三峡ダムにおける日中首脳会談においてなぜか、日本国を代表する首相の立場でありながら、日本国側に不利になる行動をとり、小泉元総理を苦しめることになる。
「獅子の血族」編では正式に総選挙で自民党を破り、首相に就任した。普段は金星語を話している。菅ナヲト曰く「（ピー）は（ピー）でも、莫大な金を持ってる（ピー）」。そればかりか、一般職員からも「あのキ…」呼ばわりされており、タイゾーからも「総理の言葉の90%は世迷い言」と言われている。仕分け3on3の大将として真田との闘牌に出陣する。その際は、3メートルの宇宙人の扮装をし、空中を浮遊して移動している。
配牌が気に入らなかったり相手に勢いが行きそうになるとチョンボするという奇行を繰り返すが、実はチョンボ（アウトサイド ザ ロウ）をすればするほど麻雀力が増す特殊能力を持っており、チョンボを繰り返しては大物役をあがる。それ以外でも「トラストミー」と言った直後に覆す、手役25%削減宣言など理解不能な言動や奇っ怪な行動ばかりで幻惑し、リーチやアガリを重ねてくる首脳クラスの闘牌士。必殺技は三色三暗刻ドラ4（プレアデススタークラスター）、ちゃぶ台返し（イッテツバスター）、マニフェストリーチ。
鳩山ミユキ/声 - 生天目仁美
鳩山首相の妻。二つ名は「宇宙人婦人」。アニメ版では凶弾に倒れた鳩山首相の最期の言葉により、正体が暴かれる。
「獅子の血族」編では、仕分け3on3の大将戦に鳩山総理のおヒキとして闘牌に臨む。ユキヲの言動を全て理解できるおそらく唯一の人物。真田のちゃぶ台返し返し（アンチ イッテツ バスター）で殴り倒された夫を、神の血（イーコール）で瞬時に治癒させた。
小沢イチロー
鳩山ユキヲのトモダチ、のように見えて、実は「政局」をしたいだけの壊し屋。二つ名は「剛腕」。鳩山の闘牌の最中、タイゾーに裏切りを持ちかけるが、タイゾーの人間性を（小さい方に）見誤り、失敗。岡田によれば、2012年12月の衆議院解散の裏には、党を目茶目茶にした小沢に対する意趣返しもあったらしい。
レンホー
行政刷新会議仕分担当。二つ名は「仕分け担当大臣」。「獅子の血族」編にて登場。熱湯コマーシャル式の過酷な事業仕分けを行った。過去に某バラエティー番組で受けた仕打ちがトラウマになっており、その反動で上昇成功欲の権化と化している。ピンと立った襟がトレードマーク。仕分け3on3では、次鋒として闘牌に出撃する。必殺技は二家和（ダブルドラゴン）、反電磁力（ララーシュタイン）リーチ。ピンと立った襟をパラボラアンテナとして利用した通し（ローズ）で、乾たちを翻弄するも見破られ、四條の大声で耳をつぶされることになる。
リンホー
レンホーの双子の妹。二つ名は「謝家の化身」。色以外の見た目がレンホーと全く同じ。仕分け3on3の次鋒戦において、レンホーのおヒキを務める。
野田ヨシヒコ
第95代日本国内閣総理大臣。「きいてないよ〜」と問題を先送りするなど、凡庸な人物。
岡田カツヤ
副総理大臣であり、ジャスコの御曹司。中国の神7に仕えている。配下のNINJAを使い、尖閣諸島に向かおうとする真田を暗殺しようとする。
赤松
仕分け3on3の先鋒戦において、土井タカコのおヒキを務める。奥村のイカサマを非難するが、「見破れなかったくせに」と土井にたしなめられる。

#### 社民党
福島みずぽ
社民党の代表。ジュンイチローを月へと向かわせるロケットを、軍事目的に転用可能なものとしてケンポー違反と批判するが、直後に麻生タローから「バカめ」と一蹴された。
「獅子の血族」編でも、仕分け3on3の先鋒・土井タカコとともに登場するが、土井の嫌いな「ある言葉」を不用意に連呼してしまったため、土井の裏拳一発で粛清される。
土井タカコ
元社会民主党党首で元衆議院議長。レンホーが行った仕分け3on3の先鋒。自衛隊という言葉を聞くと蕁麻疹が出るほどの自衛隊嫌いであり、第13独立麻雀部隊との闘牌に自ら出陣した。レンホー曰く「妖怪の類の一（ひとつ）」。自9を「自衛隊に終末を告げる数字」として大変好み、これを用いた全自動卓でのドラ爆弾を得意とする。

#### 国民新党
亀井シズカ
国民新党の代表。ジュンイチローのライバルであり、その実力を認めている。

#### 第13独立麻雀部隊
奥村（おくむら）
第13独立麻雀部隊の一員。第一空挺団所属のレンジャーで階級は一等陸曹。ゆかりタンにパワーはすでにG8級と称されるほどの筋力の持ち主。たとえ自分に罵詈雑言を浴びせる相手であっても、国民である限り命をかけて守るという自衛官精神の持ち主で、二つ名は「空挺野郎（エアボーン・ダディ）」。常に沈着冷静で鍛錬を欠かさず、何者も恐れず侮らない姿勢もあり、周囲からは「ミスター・ストイック」とも称される。空挺団らしく、集団戦では敵地へ先陣を切って踏み込むかのように先鋒を担当する。
必殺技は五点着地（ファイブリスペクト）、空挺戦法（エアボーン）、大四喜（ヘイロー）。
乾怜視（いぬい れいじ）
第13独立麻雀部隊の一員。防衛省技術研究本部所属の技官。読めない待ちはないと言い切るほどの「人間コンピュータ」で、二つ名は「麻雀分析官」。「科学に魂を売り渡した」とも自称する。フェミニストであり、たとえ敵であっても女性には礼を尽くし、敬語で接する。仕分け3on3の次鋒戦では、一度はタイゾーをおヒキに選ぶが、四條がおヒキとして名乗りを上げると、あっさり彼女に乗り換えた。真田曰く「相当な“たらし”」
沈着冷静で理知的な性格、常に紳士的な姿勢だが、その内面には強い情熱を秘めている。科学信奉も最新鋭のヘリコプターで妹を救えたことに由来し、科学とは人類の可能性と真実を探究する精神であると考えており、それを阻害する者には闘志を顕にする。
必殺技は腕に装着したテスラコイルを用いた新世代型迷彩リーチ「心神」、四暗刻（エレクトリッガー）、ダブルテスラコレダー、純全三色一盃口（ラストチャンス）。

#### その他
小泉マタジロー
ジュンイチローの祖父である戦前の政治家。逓信大臣と帝国議会副議長を歴任。全身を刺青で覆っていたことから「刺青大臣」と呼ばれていた。幼いジュンイチローに博打と「ケンカの勝ち方」を教え、それがジュンイチローの精神的支柱になっている。
また、同じ名を持つ少年時代の真田の元にも度々現れて、ケンカの勝ち方を指南している。ただ容姿が元から老人とはいえ、ジュンイチローの幼いころと全く変わっていなかったり、突如消えたりなどしている。
小泉コータロー
ジュンイチローの息子。ジュンイチローの影武者として鍛えられ、仕上げとして役者になった。作中で会う事こそなかったが、真田又次郎とは兄弟の関係。
プーチン戦で安倍総理のおひきとしてジュンイチローに扮して参加。見た目などでは誰にも見破られなかったが、父親ほどの胆力は持っていなかったことから、弱気な打牌をしてプーチンに見破られる。
湯川ヒデキ
宇宙素粒子物理学博士。本作におけるスーパーカミオカンデの主任研究員。先端技術の主任研究者とは思いがたいほど、風体も生活能力も口も極度に悪い。しかし概略を多少聞いただけで麻雀のルールを理解するほどの天才的頭脳の持ち主である。彼の量子力学に関する知識から、スーパーアーリア人化したヒトラーのアガリの秘密が暴かれることとなる。
“恐山の三女神”
恐山に住む3人の津軽イタコの総称。各三人の名は 良岸シズ（らきし シズ）、後呂星江（あとろ ほしえ）、黒戸タキ（くろと タキ）。ジュンイチローがヒトラーに勝つべく設けられた実践訓練のため、彼女らの霊能力を上回る命がけの口寄せにより、ヤルタ会談の三首脳が現世に呼び戻された。なお、彼女らの名の由来は、ギリシア神話の「運命の三女神」による。
四條絢乃
JAXAのオペレーションルームで、宇宙船「やまと」やアシモとの通信を担当する若い女性。イゾルデやマリエル、エレオノーラとともに女子高生姿で扉ページを飾ったこともある。ケンポー違反とわめく福島みずぽに対し、麻生総理の指示どおり「バカめ」と返信したかどうかは不明。
「神々の黄昏大戦」編では名無しであったが、「獅子の血族」編で名前が明らかとなった。
「獅子の血族」編ではJAXAを代表し、スク水姿でレンホーの仕切る熱湯コマーシャル式事業仕分けに挑み、さらに乾のおヒキとして闘牌に臨む。乾とは同じ研究室の出身で、自他共に認める「放物線のプロ」。速読を得意とし、一瞬で麻雀指南書を読破してルールを覚えた。首脳達も一目置く「鋼鉄の意志（アイアンハート）」の持ち主である。
「血戦!!尖閣諸島沖波高シ」編でも乾のおヒキとして登場。6枚飛ばしの小手返しを決めるなど3年半で麻雀力を雀聖を超える程に高めていた。ダライ・ラマがクティシガルバ（地蔵菩薩）に比喩し、ポルポトが汚れた大人になる前と見た少女にすら見える容姿ながら、実年齢は11巻の時点で大学院＋博士課程修了＋JAXA勤務＋3年半以上である。
UNKNOWN（アン＝ノウン）
ジュンイチローが大将戦のオヒキとして選出した謎の人物。紳士的な口調だが、包帯ずくめの体にトレンチコートを羽織っており、容姿は一切不明。
麻雀力は0Adhであるのに加え、72時間にもおよぶ宇宙船内の活動では酸素、水、カロリーを一切消費しなかったことが分かっており、第四帝国の側からは死人扱いを受けた。
アシモ
上記人物の正体である、本田技研工業が設計・開発した二足歩行ロボット。ヒトラーが放った、酸化雰囲気で炎上した劣化ウラン牌によりそのベールを剥がされる。トリスタンからは正しく機械人形（オートマータ）と呼ばれたが、日本製（MADE IN JAPAN）であり、自らを「日本人」であると称する。
目に留まらぬ速さで理牌を行う（0.12秒）ように、人ではなしえない技を駆使する他、その機体内部には七つの秘密兵器が搭載されており、数値化し難い高い闘牌能力を示す。また、人間と比べても遜色のないコミュニケーション能力を持つなど、現行機に比べて大幅に強化がなされている。
なお、現実において本機の製造にあたって本田技研は正式にヴァチカンにその是非を打診したり、小泉首相が「ロボットの父」として名高いカレル・チャペックの故国チェコ訪問の際に、本機を外交使節として採用したりするなど、実際に地球連合の面々とも縁の深いロボットである。

乾涼音（いぬい すずね）
乾怜視の妹。幼いころゴンズイに刺されて生死の境を彷徨ったことが、乾が「科学に魂を売り渡す」きっかけとなった。南の島で、兄の勝利を信じている。
花田
奥村のバディ（おヒキ）で同じ第一空挺団。階級は二等陸尉で、二人が所属するO小隊の隊長も務めており奥村の上官にあたるが、「隊の心と魂はあなたのもの」として奥村を「お頭」と呼び、固い忠誠を誓っている。奥村も花田に絶大な信頼を寄せている。周囲の超人的な闘牌に翻弄されながらも、奥村との連携は付け入る隙が無く、一度発動すればあっと言う間も無く状況が終了しているという第一空挺団の真髄を発揮する。
蒼井うさぎ
「血戦!尖閣諸島沖波高シ!!」編に登場する元?女性アイドル（本人は現役と言っている）。ネオ中華ソビエト共和国戦の日本側の中堅として江青と対戦する。二つ名は「不屈の超国民的アイドル」。愛称は「うさピー」。普段はアイドルらしくぶりっ子した口調で喋るが、素の性格が出ると博多弁になる。
薬物事件を起こして拘留中の身であったが、麻生タローより江青対策として執行猶予を条件とする司法取引で参戦した。実年齢はアラフォーであるが、その人気は敵である紅衛兵の間でも絶大であり、彼らを魅了した。また、普段は可愛らしい少女ともとれる容姿であるが、時に魑魅魍魎の闊歩する芸能界で生き抜いてきた年齢相応の老獪さも発揮する。必殺技は、嶺上開花（キューティーブロッサム）、嶺上開花四重奏（ブロッサムカルテット）。

### アメリカ合衆国
ジョージ・W・ブッシュ/声 - 飛田展男
第43代アメリカ合衆国大統領。通称「ブッシュJr.」。ジョージ・H・W・ブッシュは実父。沖縄での日米首脳会談の折、ジュンイチローに3日間で20億円分負け続けたため、タイゾーを人質にとって3対1の再戦を挑む。偉大なる父の影に苦しんだり、正義感に従い喧嘩を恐れないなど、好人物としての側面も併せ持っている。幼き日の思い出を叶えるべく大統領への道を選ぶなど家族想いの人物でもあり、第四帝国との戦いでは様々なエピソードが描かれた。中堅戦ではパパ・ブッシュと組むが、スコルツェニーの策に振り回される。そして自らの弱さ・愚かさを認めた上で、人類のために命を捨てる覚悟を決める。
好物はプレッツェルで、フットボールを観戦しながらのプレッツェルがなによりの至福のときである。かなり小柄な体格。
真・パパ・ブッシュ
パパ・ブッシュの死を契機に覚醒したブッシュJr.の真の姿。麻雀力6800アーデルハイド→8003アーデルハイド。「パパ・ブッシュ」の名はブッシュ家に代々襲名されるものであり、イェール総番の特攻服「イェール魂」とともに事前にその名を継承していた。そのため中堅戦当初は父親のおヒキ役と思われていた彼こそが、地球連合側の真の中堅担当であった。覚醒後は強豪スコルツェニーを圧倒し、彼の決死のイカサマをも看破するが、ルーデルの超人的な援護攻撃の前にスコルツェニーと半ば相打ちの形で斃れる。しかし父から託されたイェール魂の加護もあり、首の皮一枚でその命を繋げていた。
「獅子の血族」編では前大統領として登場。ユキヲ戦直後に地下闘牌場に現れて、先代パパ・ブッシュを彷彿とさせる器量と傲慢さを見せる。ジュンイチロー救出はアメリカが行うと言うが、真田を見定めてその場を去った。
「血戦!!尖閣諸島沖波高シ!!」編では、尖閣諸島沖への原潜配備と核攻撃の準備をオバマ大統領とで行い、闘牌の行方を見守っている。

国防長官
ジョージ・W・ブッシュの部下で、大統領とともにタイゾーを陥れる。チンピラ紛いの発言が目立った。
国務長官
ジョージ・W・ブッシュの部下で、大統領とともにタイゾーを陥れる。黒人女性。
ジョージ・H・W・ブッシュ/声 - 玄田哲章
第41代アメリカ合衆国大統領。通称「パパ・ブッシュ」。ジョージ・W・ブッシュは実子。二つ名は「テキサスの荒鷲」。巨大な体躯と剛力を誇り、息子にアメリカ合衆国大統領の何たるかを説く。凄まじい風格と傲慢さを持ち、ジュンイチローに惨敗した息子に代わって、アメリカ合衆国の恐ろしさを示すため麻雀勝負を挑む。その後も、立会人やオブザーバーとして本編に数多く出演。多くのバトル系作品に登場する解説役や驚嘆役を務める。サッチャーによれば、過去は手癖が悪かったらしく、劣化ウラン牌（D・U牌）も、彼のために拵えたものだという。特にプーチンとの間に火花を散らせる。第四帝国との戦いでは中堅戦を担当。第四帝国の空陸合同戦に挑むも、スコルツェニー・ルーデルの両雄の猛攻の前に、息子を庇って斃れる。薄れゆく意識の中で、息子の父への愛情に気づかされながら、立ち往生を遂げた。
バラク・オバマ
第44代アメリカ合衆国大統領。尖閣諸島沖に、戦術核を装備したオハイオ級原潜の配備を正式に決定する。
コリン・パウエル
パパ・ブッシュの元部下。『テキサス電撃作戦』では「元国務長官」名義で出演。セッティングや闘牌時のサポートなどでその働きぶりを見せる。ハイテクを駆使したC.T.U.（小泉手牌監視班）を独断で配するなど、その仕事は確かなもので間違いはない。第四帝国との戦いにおいては、ブッシュ家に仕える者として、イェール総番の特攻服を覚醒したブッシュJr.に手渡した。博徒としての本義も理解しており、博徒のイカサマに対し博徒として迎え撃つ姿勢を見せた。
ジェブ・ブッシュ
パパ・ブッシュの次男であり、ブッシュJr.の実弟。回想シーンにて、幼少の姿のみ登場。
ロビン・ブッシュ
パパ・ブッシュの長女であり、ブッシュJr.の実妹。僅か3歳の時に白血病のため夭折しており、そのことが当時7歳の幼いブッシュJr.に深い心の傷と後悔を残したようである。鉄十字砲火を受けたパパ・ブッシュが薄れ行く意識の中で見た走馬灯で思い出と共に登場。親子の絆を再確認させることとなる。
グラン・パパ・ブッシュ
ブッシュJr.の祖父であり、パパ・ブッシュの父。故人であり、天に召されたパパ・ブッシュを迎えると共に、天の頂からブッシュ家の末裔とその盟友達の闘牌を見守ることになる。
レオニール
1965年当時のハーヴァード大アメフト部員の1人。他の仲間ともども、まるで牛と表現される巨躯の持ち主。イェール大で傍若無人に振舞っていたが、総番を務めていたブッシュに鉄拳制裁される。
フランクリン・ルーズベルト
第二次世界大戦当時のアメリカ大統領。かつてヒトラー率いるドイツと日本とイタリアを降した猛者である。作中でも無論故人であるが、恐山のイタコの口寄せにより「卓上ヤルタ会談」のために現世に復帰した。

### 北朝鮮
金将軍/声 - 大鳥三杉
北朝鮮労働党総書記。二つ名は現実に忠実な「偉大なる首領様」または「将軍様」。部下ともども、なぜかギャル語で話す。また部下たちとの関係性は暴走族そっくり。『大海に響くは勝利の凱歌』編において、米海軍空母ジョージ・H・W・ブッシュ艦上で行われたジュンイチローとの闘牌の際、卑劣な策略をめぐらすが、ジュンイチローと麻生外務大臣の連携攻撃の前に敗れる。
メカ正日
上記の闘牌で敗北後に日本海へ落ち、サメに喰われた金将軍が、祖国の科学力によって生還し『迫りくる脅威』編で再登場した姿。頭部に得点計算も自由自在なスーパーコンピュータ・Z-80を搭載し、左腕に轟盲牌も可能なマジックハンドを装備と大幅にパワーアップしたが、轟盲牌を特殊牌で封じられたうえ、ジュンイチローに返り討ちにされる。

正男/声 - 高木渉
アニメオリジナルキャラ。金将軍の息子。原作の『大海に響くは勝利の凱歌』編に相当する第一話「北」の巻に登場。頭にネズミの耳をつけている。原作では朝鮮人民軍の高官が金将軍のおひきをつとめているが、OVAでは彼がその役割を務めている。

### 中華人民共和国
コ主席/声 - 銀河万丈
中華人民共和国第6代国家主席。OVA版オリジナルストーリーに登場。日本をシャオリーベン（小日本）と侮蔑し、盟邦北朝鮮を下した小泉に対し、敵愾心を燃やす。三峡ダムにおける日中首脳会談において、鳩山首相と小泉元総理と対峙することになる。
オン首相/声 - 納谷六朗
中華人民共和国第6代内閣総理。OVA版オリジナルストーリーに登場。いわゆるパワーエリート層出身ではない彼らしく物静かな言動であるが、小泉に対し、本場の麻雀の恐ろしさを見せつけねばなるまいと敵意を明らかにする。また地質関係の技術者として働いた経験があるためか、コンピューターを駆使した情報戦を行う。
習キンペイ
現職中国共産党中央委員会総書記、中華人民共和国第5代最高指導者にして、中国共産党中央政治局常務委員会（神7）のリーダー。民主党の岡田を使って尖閣諸島に向かおうとする真田を暗殺しようとするが失敗。日本（MJ13）とネオ中華ソビエト共和国（真・共産党）との闘牌では、元中国共産党主席毛沢東復活による下放（粛清）を恐れ、真・共産党の敗北を願いながら傍観している。

### ロシア・旧ソ連邦
ウラジーミル・プーチン/声 - 中田譲治
第2代ロシア連邦大統領。大統領任期満了後はロシア連邦首相。旧ソ連時代は史上最凶の元KGB長官。二つ名はゲンナジー・ブルブリスなど、黒幕的なロシア官僚につけられる「灰色の枢機卿」。手の中指には暗器となる針が仕込んである。また、柔道やコマンドサンボの達人であるだけでなく、暗殺者としても鍛え上げたその身体能力は「生きたギリシャ彫刻」と評される。ジュンイチローのイカサマを封じるため、劣化ウラン製の牌（D・U牌）で勝負を挑む。第四帝国との戦いでは先鋒戦を担当。甦ったワーグナーと死闘を繰り広げる。「血戦!!尖閣諸島沖波高シ!!」編では、ネオ中華ソビエト共和国への核攻撃を行うにあたり中国との根回しを行い、闘牌の行方を見守っている。必殺技はコルホーズリーチ、バルチックフリート、九蓮宝燈（シベリアンエクスプレス）。
ウラジーミル・プーチン（プーチン-1989-）
特別番外編に登場した、KGB諜報員時代のプーチン。西側への亡命を試みる疑いがあるストレイサー博士の監視任務を果たすため、半荘に乱入する。この時点では、麻雀に対する理解や技量も低かったようであるが、この対局を通じて、近づきつつある嵐の時代と「祖国」の変動を予感し始めた。

ドミートリー・メドヴェージェフ
第3代ロシア連邦大統領。立場的には自分が格上であるが、事実上ロシアの最高権力者であるプーチン現首相に仕える形で登場。経済的に疲弊し、超大国としての地位を失いつつあった偉大なる「祖国」を甦らせたプーチンに忠誠を尽くしている。第四帝国との戦いではプーチンのおひきを務める。ワーグナーのリーチからプーチンを護るため、自らを犠牲にして放銃し、断么平和三色裏三（マイスタージンガー）の直撃を受け、ロシアの未来をプーチンに託しつつ散る。誰よりも「祖国」を想う熱い漢である。必殺技はソフホーズリーチ。
ラリサ
ウラジオストクに住むロシア人女性。ジュンイチローのことをサーシャと呼んでいる。瀕死のジュンイチローを発見し、歩けるように回復するまで献身的な看護をした。
アレンスキー
旧ソ連軍の将校。レッドマーキュリー精製実験の責任者と思われる。偽装実験施設である、チェルノブイリ原子力発電所の原子炉が制御不能に陥った際には、動揺してヌルガリコフに状況を尋ねた。
ヌルガリコフ
旧ソ連の科学者。レッドマーキュリー精製実験の担当技官と思われる。アレンスキーに眉一つ動かさず、炉心溶融（メルトダウン）が発生していることを伝えるなど、かなりマッドサイエンティスト然とした人物。
ヨシフ・スターリン
第二次世界大戦当時のソ連書記長。作中でも無論故人であるが、恐山のイタコの口寄せにより「卓上ヤルタ会談」のために現世に復帰した。千島と樺太だけでなく、北海道も欲しがるなど強欲な性格。
ストレイサー博士
特別番外編に登場した、旧ソ連の科学者。ベルリンの壁を乗り越えて西側諸国への亡命を目論んでいるのではないかという旧ソ連当局の嫌疑を被ったため、若き日のプーチンの監視を受ける。プーチンとの対峙の中、彼に対し麻雀を通して人々の心中にある「希望」の力を説き、壁を乗り越えるまでもなく自由に行き来できるようになると予言した。

### イギリス
マーガレット・サッチャー
第71代英国首相。二つ名は「鉄の乙女（アイアンメイデン）」。外見こそ車椅子に座った老貴婦人といった姿であるが、今だなお片手で胡桃を2個纏めて握り潰すほどの握力の持ち主でもある。かつて劣化ウラン牌（D・U牌）でパパ・ブッシュと戦った経験を持つ。老いて病んだ身とはいえ、G8各首脳からその実力を高く評価されている。ジュンイチローとプーチンの勝負の行方を、ララァ・スンのように予言した。地球連合の一員として第四帝国との戦いに参加することが期待されていたが、体調不良のために不参加になってしまう。彼女の欠員分を補充するため、プーチンはティモシェンコを教皇以下地球連合のメンバーに紹介した。
ゴードン・ブラウン
第74代英国首相。G8首脳の一人。第四帝国との戦いに際し、サッチャー元首相が体調不良で参加できないことを、教皇以下地球連合のメンバーに伝えた。
ウィンストン・チャーチル
第二次世界大戦当時の英国首相。作中でも無論故人であるが、恐山のイタコの口寄せにより「卓上ヤルタ会談」のために現世に復帰した。ヒトラーを「ボヘミアの伍長」と呼んでいる。同じ島国の指導者として、「舌の数」という勝者の覚悟と狡猾さとをジュンイチローに体現してみせた。

### ヴァチカン
ベネディクト16世
第265代ローマ教皇。単行本第2巻の裏表紙にある二つ名は「最強ローマ教皇」。「第四帝国」との戦いに備え、小泉ジュンイチローや各国首脳をヴァチカンに呼び出す。ラッツィンガー枢機卿時代に、先代のローマ教皇であるヨハネ・パウロ2世帰天後のコンクラーヴェに参加。対局した135名の枢機卿全員をハコ下に下して教皇として就任している。いち早く第四帝国の脅威に気づき自ら闘牌に臨むなど、聡明さとローマ・カトリック教会内に留まらぬ人類愛を併せ持つ。気迫も凄まじく、対局者を呑み込み殺すほどの力を見せた。第四帝国との戦いでは副将戦に自ら名乗りを挙げ、己の因縁に決着をつけるべくヒトラーとの死闘に挑む。強大な力を誇るヒトラーに対して、「神々の麻雀（ラグナロク）」を繰り広げる。なお、本作では神学者としてアシモ開発に許可を出した人物でもある。必殺技は大三元（サントリニテ）、字一色（ロゴス）。
ピエトロ
ローマ教皇に仕える「白騎士（ホワイトナイト）」。二つ名も同様。小泉ジュンイチローをヴァチカンへと招聘するために現れる。一時は潜入工作員として北朝鮮に拉致されたジュンイチローを救出すべく任務を遂行した。ジュンイチローとベネディクト16世との超人的闘牌を、まだ幼く、経験も少ない聖歌隊の少年達に解説した。第四帝国との戦いでは副将戦のおひきを務める。ベネディクト16世の「消滅」後は、彼の志を引き継ぎ世界を奔走する。
ベルガー神父
第二次大戦当時のヴァチカンの聖職者であり、ラット・ラインによるヒトラーの逃亡を手助けしようとした人物。その際に若き日のベネディクト16世の力を借り、口封じのために彼を射殺しようとしたが、ヒトラーに逆に射殺された。
ヨハネ・パウロ2世
第264代ローマ教皇。ベネディクト16世の先代の教皇に当たる人物。日本からのアシモ開発に関する打診に対し、当時の教理省長官であるラッツィンガー枢機卿の言を容れ、裁可を下した。
ヴァチカンの神学者たち
アシモ開発の許可を出したラッツィンガー枢機卿に対し、人型兵器の進歩が孕む危険性を述べ、憂慮を示した。

### ウクライナ
ユリア・ティモシェンコ/声 - 佐藤利奈
第13代ウクライナ首相。二つ名は「ガスの魔女」。「第四帝国」との戦いに際し、体調不良だったサッチャーの代替メンバーとしてプーチンより紹介される。可愛らしい外見とは裏腹に、プーチンですら「できれば関わり合いになりたくない魔女」と恐れている。カザフスタン大統領ナザルバエフが負け分を反故にしようとした際には、それまでの愛嬌ある姿から豹変、ナザルバエフの股間を握り潰しながら凄まじい形相で恫喝した。第四帝国との戦いでは次鋒戦を担当。メンゲレと狂気の無法闘牌を繰り広げる。必殺技は2の2の天和/核分裂。ちなみにOVAでは出番は最後の少しだけで十秒なく、せりふも一言だけである。
エレオノーラ・パヴリチェンコ
ティモシェンコのおひきをつとめる眼鏡の女性。彼女のことを「お姉さま」と慕う。単行本第3巻の裏表紙にある二つ名は「魔女に仕える忠実な僕（しもべ）」。序盤はマリエルにより吹き矢で眠らされるという不覚を取ったが、2の2の天和を決める時のサイ振りを見事成功させるなど見かけによらず腕は確か。その技量はパパ・ブッシュからも一目置かれた。

### チベット
ダライラマ法王
第14代のダライ・ラマ。曼荼羅が指し示した毛沢東が復活するとの予言を聞き、ネオ中華ソビエト共和国との闘牌に参戦した。特技は、闘気を腕の形に練り上げて自在に動かす「四臂観音」「千手観音」。この腕には質量がないため音速を超えても衝撃波が発生せず、目にも止まらぬ高速のすり替えが可能となる。
屁のひとふりから屁→大気中のメタン→日光により二酸化炭素→植物により炭水化物→食物としての摂取→腸内細菌により誰かの屁となる、という炭素循環と「色即是空 空即是色」に思索が至る程、科学と仏教に精通している。またマオイズムにも詳しい。
ラクドー
ダライラマ法王のおひきをつとめる、屈強な肉体を持つ隻眼の僧。幼いころ親に捨てられて荒んでいたところをダライラマに拾われ、絶大な忠誠心を寄せている。落命覚悟でわざと振り込み続け、ダライラマが毛沢東を攻略する策を見つけるきっかけを作った。

### G8諸国
ニコラ・サルコジ
フランス共和国第五共和政第6代大統領。G8首脳の一人。軟派な性格であり、ヴァチカンに招集された際に1人とぼけた態度を取ったため、パパ・ブッシュに怒られている。
アンゲラ・メルケル
第8代ドイツ連邦共和国首相。G8首脳の1人。
シルヴィオ・ベルルスコーニ
第81代イタリア共和国首相。G8首脳の1人。
スティーヴン・ハーパー
第28代カナダ連邦首相。G8首脳の1人。

### カザフスタン
ヌルスルタン・ナザルバエフ
初代カザフスタン大統領。ティモシェンコとのガスをめぐっての闘牌で敗北したが、この時に約束を反故にしようとしたため、ティモシェンコの怒りを買うことになる。

### ペルー
アビマエル・グスマン
ネオ中華ソビエト共和国を参照

### カンボジア
ポル・ポト
ネオ中華ソビエト共和国を参照
メル
ネオ中華ソビエト共和国を参照

### ソマリア
海賊頭領（ニセ海賊王）
ソマリア沖の海賊のお頭。麦わら帽子をかぶっている。真田と人質とイージス艦をめぐって闘牌するも敗れる。必殺技は立直ドラ3（パイレーツオブアフリカン）。

### フィリピン
エミリオ＝リカルテ
国際連合南スーダン派遣団(UNMISS)として南スーダンに派遣されているフィリピン陸軍大佐。防衛大学校への留学経験があり、真田の先輩にあたる。要塞に立てこもる共産ゲリラに手を焼いており、闘牌用戦闘員として派遣された真田と再会した。

### 南スーダン
共産ゲリラの首領
南スーダンの要塞に立てこもる共産ゲリラの首領で、リカルテ大佐との闘牌で連戦連勝を続けていたが、それはICチップを埋め込んだ「超ITガン牌」により、すべての牌を見透かすことができたためであった。真田との闘牌に敗れ自決する際、尖閣諸島沖での血戦を予告した。

### ルワンダ
インプザムガンビ残党
ルワンダ・フツ過激派民兵組織の残党。ブリエ少尉ら国連派遣団が掃討に向かった時には既に、O小隊に制圧されていた。

### 第四帝国
月に建国された、ナチスによる「ノイエス・ドイッチュラント（新たなるドイツ）」。アメリカ、およびソ連による月開発を断念させたのが第四帝国の存在であったという。月面への帝国本土移転プランは、既に敗色濃厚になりつつあった第二次大戦末期には完成していたようである。
アドルフ・ヒトラー
第三帝国および第四帝国総統。単行本第3巻裏表紙にある二つ名は「20世紀最大の独裁者」。魔人の如き瘴気と覇気を放つが、また万人を一瞬で魅了する圧倒的なカリスマを持ち、温かな慈愛に満ちた表情をすることもある。相当複雑な性格をしており、喜怒哀楽が非常に激しい。
崩壊しつつある第三帝国からは、ミイラ紛いの姿に扮することで(実際にも相当な重傷を負っていた)難を逃れる。その際に、ヴァチカンと若き日のベネディクト16世を利用しており、それが両者の間の埋めがたい因縁の始まりとなった。
ゲーリングとヘスの両名を退場させた後、自らが第四帝国の大将兼副将としてベネディクト16世と対峙することとなる。「人和禁止」のハンデ戦でベネディクト16世を翻弄し、人知を超えた力を見せつける。
アドルフ・ヒトラー（スーパーアーリア人）
ヒトラーがベネディクト16世の字一色を受け、スーパーアーリア人として覚醒した姿。頭髪は金髪と化して総毛立ち、異様な力を誇示している。なお、この髪型はパワーアップするたびに変化していき、第二段階では総毛立った髪が二股に分かれ、最終的には髪型がハーケンクロイツの形に変化した。その麻雀力は凄まじく、謎の能力でベネディクト16世に八連荘を直撃させ、彼を「消滅」させてしまった。なお、常時その状態を維持できるわけではなく、感情の高揚などで覚醒し、精神状態が落ち着くと本来の姿に戻るようである。
ジュンイチローとの最終戦では、四暗刻四槓子をテンパイしたが、4枚目の9索を槓した際に神盲牌によってライジングサンを直撃され、魂が体から抜け出してしまう。そして戻れぬまま、ヤルタ会談の三巨頭との麻雀に巻き込まれる羽目になった。

オットー・スコルツェニー
第三帝国時代はナチス親衛隊大佐。二つ名は「ヨーロッパで最も危険な男」。第四帝国からの使者として登場。また、第四帝国の中堅としてパパ・ブッシュと刃を交えることになる。コマンド部隊（特殊部隊）長としての能力は健在であり、ブラフと心理戦を真骨頂とする闘牌ぶりは大胆不敵かつ変幻自在。ルーデルとの連携も功を奏しパパ・ブッシュを葬る。覚醒後の真・パパ・ブッシュには圧倒されるものの、狙撃のプレッシャーの下でもイカサマを以て反撃。看破された後もおひきのルーデルに全てを託してその身を銃弾に晒し、僅かな勝機を稼ぐ。盟友ルーデルの勝利を最期の意地で見届けた後、静かに力尽きた。
必殺技は混老頭（オペレーショングライフ）、三色同刻（オペレーションパンツァーファウスト）、おひきのルーデルとの連携戦術のアイヒ作戦/鉄十字砲火（バルケンクロイツ）。ツバメ返し。
リヒャルト・ワーグナー
19世紀のドイツを代表する作曲家。二つ名は「歌劇王」。その壮大な楽曲にはヒトラーも心酔したといわれる。本作では、第四帝国の先鋒としてプーチンと対峙することになる。一時はプーチンとメドヴェージェフの両者を一人で圧倒。しかし、その性格ゆえにラインハルトとの連携を怠る傲慢な打ち方をしたのが災いし、プーチン&メドヴェージェフの決死の連携の前に敗れ去った。あくまで人工的に再生させられた存在であったため、敗北後には肉体の限界を越えて崩壊してしまった。
必殺技は四槓子（リングオブニーベルング）、清一色（ローエングリン）など。
ラインハルト
第四帝国の軍人。第四帝国の先鋒であるワーグナーのおひきとして登場。上官命令には忠実であり有能かつ怜悧な人物であるが、個人的な忠誠心など持たず、また総統であるヒトラーに対しても他のナチ党高官と異なり、この時点では決して心酔していたわけではなかったため、メドヴェージェフの捨て身のプーチン護衛については理解ができなかった。闘牌は任務として着実に遂行するが、それが却って独善的なワーグナーの不興を買うことになる。結果としてこの亀裂が第四帝国側の致命傷になった。
後にスーパーアーリア人に覚醒したヒトラーを見た際に心酔。最終局面でライジング・サンを張った小泉の姿を見て錯乱、「総統閣下が負けるなどあり得ない」とうわ言の様に叫びながら小泉を銃撃しようとするが、アシモの最後の切り札である「崩撃雲身双虎掌（見開きでの表示は「鉄山靠」）」を叩き込まれる。死んでこそいないものの、二度と立ち上がることはできなかった。
ヨーゼフ・メンゲレ
第三帝国時代はナチス親衛隊将校にしてアウシュヴィッツ主任医官。二つ名は「悪魔医師」および「死の天使」。第四帝国の次鋒としてティモシェンコと対戦する。また、すでに故人であったワーグナーを蘇生させた張本人でもある。ハーケンクロイツのあしらわれた手術着、手術帽、マスクとゴム手袋と、そのいでたちは術中の外科医そのものである。目は切れ長で隈取のような線が入っている。
卑劣な闘牌でティモシェンコを追い詰めるが、2の2の核分裂の直撃を受け被曝する。瀕死の重傷を負い「秘術」により命を繋ごうと試みる。その際ティモシェンコに見逃すよう取引を持ち掛けるが、研究データのみさらわれる形で裏切られ、引導を渡された。
必殺技は七対子（双子はどこだ）、清一色七対子（デザインドチルドレン）。双子に妄執を示したメンゲレらしい勝負手である。
マリエル
メンゲレのおひきを務める、黒いナースルックに身を包んだ女性。メンゲレによって改造手術が施されており、牌に当たった風音だけで牌を識別できる聴力と通常の3倍の速さで牌を掴む能力を有している。寡黙で人間的な面を持ち合わせていない人形然としたキャラクターだが、メンゲレ敗北の折にある事実が明かされる。
闘牌後も、各キャラの麻雀力を測定するスカウター担当として引き続き出演した。
ハンス・ウルリッヒ・ルーデル
第三帝国空軍の伝説的エース・パイロット。最終階級は大佐。二つ名は「爆撃王」および第二次世界大戦の回想中では「ソ連人民最大の敵」。愛機Ju 87スツーカに搭乗して参戦。中堅戦のスコルツェニーのおひきを担当する。フライトスーツに彼の代名詞ともいえる勲章を首から下げて佩用、東部戦線で失った右足を義足で補っている。
戦場で覚醒した超感覚を有するエスパーとして描かれ、卓全体の牌姿およびツモの流れを瞬時に洞察可能という脅威的な能力を誇る。スコルツェニーが撃たれた後も彼の遺志を半ば引き継ぐ形で闘牌を継続し、真・パパ・ブッシュを葬り去る。その後、スコルツェニーの亡骸と共に闘牌場を去った。ロンメルの反乱に際しては、愛機のスツーカでヒトラーの護衛を務めている。
必殺技は一気通貫（ノーズダイブボンバー）、スコルツェニーとの連携戦術のアイヒ作戦/鉄十字砲火（バルケンクロイツ）、燕返し262（メッサーシュミットシュヴァルベ）からの急降下爆撃II（ノーズダイブボンバーツヴァイ）。
エルンスト・ガーデルマン
第三帝国空軍の軍人・軍医。ルーデルの操縦するJu 87の後部銃座に搭乗した状態で参戦。第四帝国側の人間として、相棒ルーデルとスコルツェニーの闘牌を淡々と解説した。愛称の「ドクトル・スツーカ」の名の通り、眼鏡の似合う知的で紳士的な人物として描かれている。
ヘルマン・ゲーリング
第三帝国国家元帥。第四帝国側の副将を担当する筈であったが、ヒトラーの搭乗する巨大円盤からの雷により退場させられた。
ルドルフ・ヘス
第三帝国副総統。第四帝国側の副将戦のおひきを担当する筈であったが、ヒトラーの搭乗する巨大円盤からの雷により退場させられた。
トリスタン・ゲッベルス
第四帝国の「月の子（モンデンキント）」にしてヒトラー・ユーゲント。単行本第4巻裏表紙にある二つ名は「月から来た恐るべき双子」。親衛隊の制服を着ており、その階級章は少佐のもの。ヨーゼフ・ゲッベルスの孫であり、イゾルデの双子の兄。副将戦および大将戦のおヒキを担当する。
大将戦の序盤においては、アシモのハイテクイカサマに翻弄されるが、自らの目を潰すことでスーパーアーリア人として覚醒する。最期は、アシモの責任払いを確定させたヒトラーに親ダブル役満を差し込み、アシモを道連れに力尽きた。
名前のネタは「トリスタンとイゾルデ」のトリスタン。
イゾルデ・ゲッベルス
第四帝国の「月の子」にしてヒトラー・ユーゲント。二つ名は兄トリスタンと同じ。ツインテール。兄同様親衛隊少佐の制服を着用しているが、女性用の改造制服になっており、作中では何かにつけパンチラさせられた。ヨーゼフ・ゲッベルスの孫であり、トリスタンの双子の妹。副将戦および大将戦の解説役と反乱軍鎮圧戦のおヒキを担当する。番外編「むだづもっ!!」では主人公ポジション。
彼女もトリスタンに負けず劣らずの実力を持っているはずなのだが、作中ではイッツー・ドラ1の「戦乙女(ワルキューレ)」をあがったのみ。最終局面でヒトラーと小泉の体勢を見比べた際にも見誤ってしまう(彼女はヒトラー優勢と判断したが、実際は心中に恐怖心を抱いたことで小泉のほうが優勢だった)など、実力を疑問視するかのような描写もある。ヒトラーやトリスタンと違い、スーパーアーリア人には最後まで覚醒しなかった。
名前のネタは「トリスタンとイゾルデ」のイゾルデ。
エルヴィン・ロンメル
第二次世界大戦中のドイツ国防軍元帥。第四帝国においても元帥の階級にあり、“神々の黄昏”決戦中に月においてアドルフ・ヒトラーに叛旗を翻す。月と地球の彼我戦力差を考慮し、第四帝国の将来を案ずるがゆえの挙であった。綿密な計画に従ってなされた反乱であったが、覚醒したヒトラーの力が遥かに想定を超えており、敗北、死亡した。
ハンス・シュパイデル
第二次世界大戦中のドイツ国防軍中将。反乱軍領袖のロンメルの副官とおヒキを務める。大戦中はヒトラー暗殺計画にも関与し、戦後はドイツ連邦軍やNATO高官を歴任したが、何故か第四帝国に在籍している。反乱の際に、ベネディクト16世を軽んじる失言をしたためヒトラーの逆鱗に触れてしまい、スーパーアーリア人化したヒトラーに瞬殺された。
ハインリヒ・ヒムラー
ナチス親衛隊長官。ロンメルらにヒトラーからの月面基地への移転計画を告げた。
ヴィルヘルム・カイテル
国防軍最高司令部総長。ヒムラーとともにロンメルらにヒトラーからの月面基地への移転計画を告げた。
レーナルト博士
第四帝国の科学者。宇宙船「やまと」やUNKNOWNの解析を行った。
フリッツ・ダイスラー
第四帝国SS隊員。第一次ラグナロク大戦の生存者。
ダリウス
第四帝国SS隊員。ダイスラーの同僚。ヒトラーの強大な麻雀力に中てられ、血を吐いて倒れる。

### ネオ中華ソビエト共和国
尖閣諸島沖の徐福号（旧ソ連クズネツォフ級航空母艦）にて、毛沢東共産党主席率いる真・共産党により建国された国家。ともに復活した紅衛兵（レッド・ガーディアン）たちと尖閣諸島を併合して反攻の砦とし、中国共産党を中原から追い出し新たなる文化大革命を起こすことを目論んでいる。
毛沢東/声 - 内海賢二
中国共産党初代中央委員会主席。原作でもOVAオリジナルストーリーにも登場している。OVA版では1976年に死去した筈だが、とある事情と野望のために現代の中国に蘇った。
「血戦!!尖閣諸島沖波高シ!!」編では、真・共産党の主席であり完全に復活しきれていないために培養液に浸りながら呼吸器を付けてガラス越しで観戦していたが江青が敗北すると激怒して飛び出し副将戦に参戦する。極度の女好きで頭に乗ると手が付けられない。
在任中の大躍進政策の失敗で7千万の自国民を餓死させ、文化大革命で文化、宗教を破壊つくしたが何の反省も後悔もしていない。ヒトラー、スターリンすら遠くおよばないジェノサイド部門の世界記録保持者。
發や一索などの牌を増殖させる「∞増殖」の使い手。そのため、本来はありえない發を6枚使った「發發ホンイツ」などをあがることができる。さらに、相手の手牌などに干渉する「闘牌気干渉」という能力も持っており、これによってダライ・ラマの四臂観音を封じて緑一色字一色を直撃、瀕死に追い込む。しかし∞増殖の最終形である「緑一色字一色四暗刻単騎（つまり門前で手牌全てが發）」を自模る寸前で周恩来の裏切りに遭って自摸をズラされたうえ、ダライ・ラマの千手観音を干渉で止めることができず、「清老頭四暗刻単騎」のトリプル役満を直撃されて死亡した。
あの世では最も過酷な地獄に堕ちた。
アビマエル・グスマン
ペルー反政府極左組織「輝ける道（センデロ・ルミノソ）」の指導者。毛沢東主義の信奉者であり、超一級のテロリスト。
先鋒戦で奥村一等陸曹と闘牌する。性格は恐ろしく凶暴であり、狂犬と恐れられる。闘牌スタイルは、一見まさに野獣そのものであるが、その奥に高い知性を潜ませている。一時はペルーの3分の1を恐怖で支配するものの、日系人のフジモリ大統領に捕えられ、組織を壊滅させられたことから、日本人を憎んでいる。
勝負後半から高い知性を発揮した闘牌で奥村を圧倒するが、發ドラ12の三面張をテンパイした際、暗槓とオープンリーチで待ちを全部潰された上に手が当たり牌で埋まってしまい、オープン四暗刻単騎のトリプル役満に直撃して即死した。
黄
グスマンのおヒキを担当する紅衛兵（レッド・ガーディアン）。グスマンに腕を噛まれたり、殴られたりと、何かと不幸な目に逢う。
センゴク
ネオ中華ソビエト共和国の一員。闘牌の解説役を務めている。
ポル・ポト
カンボジア共産党書記長。原作でもOVAオリジナルストーリーにも登場している。
「血戦!!尖閣諸島沖波高シ!!」編では、次鋒戦で乾怜視と闘牌する。
丁寧な口調で敵に対しても敬語で話す。徹底した平等主義者だが、闇のような瞳が示すように「（殺した人間は）百万人から先は覚えていない」「革命を成功させるためなら（ルールを破ろうが人をどれだけ殺そうが）何をしてもよいのです」と言い放つなど完全な狂人。
共産主義の理想形を原始時代と考え、史実でもそうだったように原始生活の対極にある科学者など知識職・専門職を全て矯正（＝皆殺し）しようとしており、「科学の信奉者」である対局者の乾とは対極にある人物。
粘菌質の巨大生物を飼っており、それを卓の中に潜ませて牌と一体化させ、何の牌なのか相手に分からなくさせるという作戦を用いた。しかし、乾が非破壊検査を用いたことで攻略され、自身にしかわからないはずの粘菌牌を読まれたことに動揺したところに数えダブルを直撃され、瀕死の重傷を負う。その後、粘菌生物に食われて骨だけになってしまった。
OVA版ではマオ主席のおひきを務める。ただし、原作とは容姿が違い、モブキャラで台詞は存在しない。
メル
カンボジア共産党のこども兵士の少女。ポル・ポトのおヒキを担当する。ポル・ポトにより、笑うことも悲しむことも禁止されているため、無表情なことが多い。
江青
毛沢東の妻。二つ名は「アジア最凶の女帝」。「血戦!!尖閣諸島沖波高シ!!」編では、中堅として蒼井うさぎとアイドル対決を繰り広げる。かつては藍蘋の名で上海の芸能界でそれなりに活躍したが、「終生のライバル」である王瑩に敗れるとともにスキャンダルにまみれたことで、追放された過去がある。対局中、蒼井うさぎの中にかつて自分が文化大革命の中で謀殺した王瑩の影を見出し、次第に錯乱していく。必殺技は、蒼井うさぎと同じ嶺上開花（キューティーブロッサム）、紅中嶺上開花（レボリューショナリーブロッサム）。
周恩来
中華人民共和国初代首相。毛沢東のおヒキを担当する。忠良な配下として振る舞っていたが娘と弟を殺された恨みから裏切る。
レーニン
ソビエト連邦の建国者。共産主義の真祖でありそのコピーの独裁者たちは国を混乱させた、まさに20世紀騒乱の元凶。大将戦で復活し参戦するが、不具合から共産主義妖怪となっている。おヒキの麻雀仮面の無差別攻撃によって序盤（東一局）で消滅した。

## 勝打
本作中に登場する役満を含めた大物手や特徴的な手を統一して勝打と呼称する。役それ自体は多くの場合、実際の麻雀の役がそのまま使われている。ただし、本来のものとは全く異なる読み方をされるのが特徴。登場人物の個性や所属を反映したものが多く、これらの技名自体が本作の作風の一環をなしている。
ローカル役の説明などは特にされていないが、点数を別にすればオーソドックスなルールが採用されている。
パトリオットツモ
ブッシュJr.が使用。自国側の意図的な打牌による、実質上3対1の戦いでのツモ。この勝打が初登場した『南海の劇戦』では上家下家を共に自国側の人間で固め、恣意的に牌を捨てさせ三連続で副露。小泉に何もさせないまま一方的に清一色手を完成させた。一方的に攻撃していたが、本来パトリオットは防空用のミサイルである。
先制攻撃（ブッシュ・ドクトリン）リーチ
ブッシュJr.が使用。勝負を捨てた相手にも手を緩めることのないダブル立直。この勝打が初登場した『南海の劇戦』での牌姿は、筒子の清一色二盃口であり、倍満確定コース。ツモ上がりやドラの乗り具合次第で三倍満や数え役満も見える強牌姿。
技術立国ニッポン
一度に4枚ツモると同時に、3枚を山に戻すイカサマ。ジュンイチローが使用。背景には資源（牌）の少ない日本を象徴する工業製品が登場する。同時に、戻した3枚の牌で相手方のツモを撹乱し対局者の手をも封じ込めるため、神懸かり的な技量が必要となる。
国士無双十三面（ライジングサン）
小泉の代名詞たる勝打。本作を代表する勝打でもある。技術立国ニッポンや後述の「轟盲牌」と組み合わせて対局を締めることが多い。その名のとおり、 ＝日の丸でのツモ上がりを行うのが本来の形式である。メカ正日戦では相手のライジングサンの失敗を逆手に取った「ライジングサン返し」をも見せた。
ファイナルライジングサン
最終的にヒトラーを葬った、究極の国士無双十三面。その様は、連載1回分26ページを使用した究極の見開き（ファイナルライジングサン絵巻）によって表された。
地獄の黙示録（アポカリプス・ナウ）ロン
黙示＝沈黙＝ダマテンでのロン。パパ・ブッシュの勝打。背景に同名映画の代表的シーンであるUH-1の編隊飛行の場面が描かれている。ジュンイチローとの闘牌では混一色七対子の好牌姿。スコルツェニーとの闘牌では清一色四枚使い二盃口の倍満。四枚使いの単騎待ちという重い牌姿であった。
無条件降伏（ポツダム宣言）リーチ
相手のアガリがないことを確信した上でのリーチ。ブッシュJr.が使用。
轟盲牌（ごうもうぱい）
すさまじい握力で牌の表面を抉り、それを  に変えるジュンイチローの代表的なイカサマ技。ジュンイチローはこれによって国士無双のための白を作り出したり、手牌全てを白に変えて「ビギニング・オブ・ザ・コスモス」を作り上げたりした。
性質上、看破することが極めて難しいイカサマ。「白が5枚以上になり他の牌が1枚以上少なくなる」「ジュンイチローの手牌の白の表面が凹んでいる」「ツモ時に不自然に力んで長時間盲牌を行う」「（劣化ウラン牌の時は）ツモ時に牌が発火する」などの状況証拠は多数残るが、それらはいずれも「轟盲牌をした事による現象」「始めからそういう状態だった不良牌」である可能性を否定できずイカサマを立証できないため、ジュンイチローが牌の表面を削っている現場を押さえないとイカサマを暴いたことにならない。しかし牌を削っている親指は牌と密着しており外側から見ることが出来ないため、現場を押さえることも出来ない。
パパ・ブッシュはイカサマ対策にC.T.U.（小泉手牌監視班）を組織したが看破出来なかった。プーチンは、轟盲牌封じに劣化ウラン牌を用いられるも、小泉は文字通り命を燃やして轟盲牌を行う。金将軍はメカ正日として復活した際にこの技を使用できる義手を装着していたものの、同卓していたピエトロによって白牌に「白」と刻印された牌が使用されていたため、闘牌では使うことが出来なかった。
小泉とプーチンの闘牌を観戦していたパパ・ブッシュとマーガレット・サッチャーの会話からすると、その性質上半ば失伝した技のようである。しかしサッチャーが「轟盲牌の使い手がまだいたこと」には驚きはしたが、2人は技自体には驚いていないどころか、サッチャーがくるみを握力だけで平然と割っていることから、これら2人も似たような技を使える可能性がある。
OVA版では「牌の表面の一部のみを抉る」ことも可能とされ、毛主席が暗カンして純カラ状態の四索が緑一色を上がるために必要となったジュンイチローが、ツモった五索の中心部分のみを抉って5枚目の四索を作り出している。
ゾーリンゲン轟盲牌（ゾーリンゲンごうもうぱい）
メンゲレが使用したイカサマ技。握力を用いる轟盲牌とは違い、鋭利な手術用メスを用いて牌の表面を切除して白牌を作る技。明白な不正行為であるが技を出した際、ティモシェンコは失明中、エレオノーラは吹き矢で失神中と、現行犯での指摘が出来なかったため不問となった。

神盲牌（ゴッドもうぱい）
ヒトラーとの最終戦において、ライジングサンを槓によって  のみならず  までも封じられたジュンイチローが繰り出した、一発逆転の究極の轟盲牌。この技を使うときは、セントエルモの火現象が発生し、ジュンイチローの体は青白い光を発する。手牌の  から絵柄を削り取って  を作り出し、削り取った  の模様と  を組み合わせたうえ、自らの血で牌を染めて新たな  を創造した。まさに神の行為である。
ファイアー立直
真田が使用したイカサマ技。轟盲牌とすり替えを使い敵にアタり牌をつかませる。使用時にはあまりの速さゆえに削られた部分がエアロゾル化して腕にまとわりつき発火現象を起こす。
人民民主主義リーチ
（ぺー）を出しての親のWリーチで金将軍が使用。
緑一色（エメラルド・グリーン）
原作では、麻生タローが幻日のブラフに引っかかった相手を狙い撃った勝打。
OVA版では、中国全土を緑に染めることを目論む毛主席がこの勝打を連発して一人勝ちを狙うが、小泉も轟盲牌を使ってこの手を上がり反撃する。
幻日（パフィーリア）
相手に国士無双十三面テンパイと思わせるブラフ技。
コルホーズリーチ
現物を利用した、壁を作って当り牌を搾り出すWリーチ。プーチンが使用する。この勝打が初登場した日露首脳会談では、壁引っ掛けを作るためにタンヤオ形にせず、そのため倍満確定からハネ満確定まで落としたが、一発と裏ドラ4が乗り三倍満となった。鍛えられた肉体から繰り出されるこの技は、見るもの全てがその素晴らしい体のキレに賞賛を称え、使い手であるプーチンは「生きたギリシャ彫刻」とも形容される。この技を使っても、壁の内側が当たり牌とは限らないため「壁引っ掛けに見せかけた引っ掛け」という応用も可能。
ソフホーズリーチ
相手の手を遅れさせる、時間稼ぎを目的とした牽制用のブラフリーチ。メドベージェフが使用。本質的に和了放棄のブラフ技であるため、看破されたら威力は無に等しい。コルホーズリーチと同じく、鎌と槌が背景に描かれると言う演出がなされる。
裸単騎大四喜（サウザンドウインド）
風牌4つを副露とした上での裸単騎。タイゾーが自ら退路を断つことで不退転の決意を表した。文字どおりタイゾーが全裸になる。なお雀頭でありロン牌である二筒がタイゾーの股間を隠している。
裸単騎大四喜字一色（ダブルサウザンドウインド）
風牌4つを副露とした上での裸単騎。真田らに追いつめられたタイゾーが服を次々と脱ぎ続けてアガった。なおこの場合も雀頭であり上がり牌である撥がタイゾーの股間を隠している。
バルチックフリート
槓の度にことごとくドラが重複していく、プーチンの勝打。手牌・槓子全てが索子で構成されているチンイツ手の一つ。索子の柄を戦艦に見立て、牌姿が圧倒的多数の戦艦を擁する大艦隊を想起させた。この勝打を使った日露首脳会談では青天井ルールで、役としては「チンイツ・三暗刻・四カンツ・ドラ20」の90符40翻。青天井ルールであるため得点は1583兆2967億4399万7800点で、国士無双十三面（40符13翻・786万4400点）を決めたタイゾーをも絶望させた。
天地創世（ビギニングオブザコスモス）
轟盲牌により「手牌全てを」にしたジュンイチローの勝打。雑誌連載時には4ページの見開きで収録され話題になった。この技を使った日露首脳会談では青天井ルールで白にドラと槓ドラが3つ乗り、役としては「字一色・三暗刻・四カンツ・役牌4・リンシャン・ドラ72」。140符105翻となる。青天井ルールのため最終的に得点は908溝6519穣5024秭3594垓8349京9283兆6857億6135万1700点という文字通り天文学的数字となった。
大三元（サントリニテ）
この世界と麻雀の成り立ちを語る『創世記（ジェネシス）』から繋がる、ベネディクト16世の勝打。三元牌を「父と子と聖霊」に見立てている。その力は、ジュンイチローを文字通り七孔噴血させた。「本作中での創世記」には、第一日目は起家決め。第二日目は配牌。第三日目は理牌。第四日目はドラ開示。第五日目は自摸、捨て牌、河。第六日目は和了。第七日目は安息とある。テンパイ時は四暗刻単騎も複合するトリプル役満の形であったが、ジュンイチローが小四喜をテンパイしていること、次ツモでアタリ牌を掴むことを察知し、手を落としてでも大明槓からの嶺上開花で和了る形に切り替えていた。ヒトラーとの「神々の麻雀」でも登場し、彼の悪魔の誘惑を払いのけ、その信仰の証として放たれた。
小四喜（リトル・ウインド）
創世記により配られたジュンイチローの配牌。配牌時で既にテンパイであったが、ローマ教皇の大明槓からの大三元（サントリニテ）により、和了を阻止される。後にヒトラー戦でも使用。
四槓子（リングオブニーベルング）
ワーグナーが使用した相手の待ち牌を封殺する四槓子。序の槓（ダスラインゴルト）、第一の槓（ディーヴァルキューレ）、第二の槓（ジークフリート）、第三の槓（ゲッターデメルング）と続く。
七対子
ワーグナーが放った際は「七対子（タンホイザー）」。ノミ手で1600点。メンゲレが放った際は「七対子（双子はどこだ）」となる。立直一発ドラ2が複合し、親の跳満上がりでティモシェンコに直撃した。
断么平和三色裏三（マイスタージンガー）
計7翻。リーチ一発込みで9翻（倍満）となりメドヴェージェフに直撃した。これはツモアガリからプーチンを護るため、メドヴェージェフが差し込んだ形でのアガリであった。メドベージェフの差し込みは安めであり、プーチンを守るためにも意地を見せた形となった。
清一色（ローエングリン）
ワーグナーがプーチンを葬るべくテンパイした役。
九蓮宝燈（シベリアンエクスプレス）
プーチンがワーグナーに放った、筒子の純正九蓮宝燈。天衣無縫の名の通り途切れることの無い美しい牌姿を、鉄道の車輪に見立てている。プーチンとワーグナーは互いに筒子で手を組んでいたため、文字通り「何を切ってもムダ」な状態であった。
なお、何故プーチンがこのとき、両者が筒子で手を組んでいたことを知っていたかは不明。
2の2の天和
別名「天和爆弾」。手積み時代の失われた技術（ロストテクノロジー）。おひきと協力してのツミコミである。一度炸裂すれば、敵は抵抗すらできないまま沈むことになる。メンゲレに対してティモシェンコとエレオノーラが仕掛けたが、阿佐田哲也の『麻雀放浪記』を知っていたメンゲレ（彼によればヤーパン（日本）の文豪テツヤ・アサダの作品は、月でも読めるらしい）に看破され、失敗に終わるかに見えた。しかし、その裏には文字通りの「禍々しい魔女の姦計」が潜んでいた。
清一七対子（デザインドチルドレン）
計8翻。門前役。2の2の天和を破ったメンゲレの「人種の純潔」を重んじる思想により、初手の役を歪めてまで牌を集めるという技。
2の2の核分裂
メンゲレの思想を読み、予め「清一七対子」で集めるであろう13枚の牌を「プルトニウム牌」にすることで核分裂反応を引き起こす勝打。聴牌の時点でα相プルトニウムが臨界量に達するように仕組まれていたようである。役の名を冠しているが、本当に相手を「直接攻撃」する「必殺技」。
一気通貫（ノーズダイブボンバー）
ルーデルの卓越した牌勢洞察能力に基づく、高速の手代わりで面子を揃え役を成立させる勝打。ルーデルは最初手の広い三面張の形で一向聴（イーシャンテン）を迎えたが、超感覚で待ちが死に体であることを洞察し、この手に切り替えた。風牌のドラ暗刻もあり、子の跳満としてブッシュJr.をカンチャン待ちで狙い打った。このブッシュJr.の捨て牌までもがルーデルの洞察の対象であった。ルーデル自身はこの勝打を「二の太刀要らず」と評した。
混老頭（オペレーショングライフ）
風牌および三元牌を四副露した状態での裸単騎待ちのツモ上がり。得点から逆算すると、混一色（食い下がり）・白・中も加わった8翻で子の倍満。下家のルーデルが察知し必要牌を連続して放出したことにより、スコルツェニーは驚異的な早さでテンパイまで手が進む。これにより地球連合側は対応の一切を封じられてしまう。名の示す通り本質は心理的な揺さぶりを重視したブラフであり、見るからに字一色の牌姿の上に、スコルツェニーの大胆不敵な態度と三味線も相まって、ブッシュJr.は危険牌を忌避しアガリを逸する。
三色同刻（オペレーションパンツァーファウスト）
スコルツェニーの清一色迷彩の「裏の裏」を利用した巧手。ドラの明刻もあり、子の満貫扱い。先のオペレーショングライフに続いての強烈な心理攻撃にブッシュJrは完全にスコルツェニーの術中に嵌ってしまった。
アイヒ作戦
スコルツェニーとルーデルの息の合った両者の同時リーチ。河の内容もほぼ同一であり、両者の完璧な連携ぶりが窺える。空陸合同作戦。窮地に陥ったブッシュJrをパパ・ブッシュごと葬ろうとした。
鉄十字砲火（バルケンクロイツ）
上記のアイヒ作戦から続くスコルツェニーとルーデルの両者のダブロン。バルケンクロイツは本来は「棒十字」を指す。スコルツェニーは筒子の九蓮宝燈のカンチャン待ちアガリ。子の役満で32000。ルーデルはリーチ一発の両面待ちアガリ。ただし、三色同順が付かない安めの上がりであったため、2翻の2600。ブッシュJr.を守るべく、パパ・ブッシュはその身を挺（てい）して自身に直撃させた。
三色三暗刻ドラ3（スリーストライクアウト）
計7翻。リーチ一発を入れて子の倍満。真・パパ・ブッシュの勝打。彼の野球の記憶に基づいた勝打である。3が3つ連続した上がり手である。
清一三暗刻ドラ4（D-DAY）
計12翻。子の三倍満。連続してスコルツェニーに直撃させた、真・パパ・ブッシュの勝打。米軍がナチスドイツ軍を追い詰める形となった。
ツバメ返し
スコルツェニーが仕掛けたイカサマ。技自体は従来のものと同じく、牌を積み込んだ手前の山と自分の配牌をすり替えるというもの。全自動卓では使えない筈の技であるが、全自動卓の僅かなスイートスポットを利用した必要最低限の積み込みにより、対局者の意表を突く形で仕掛けている。衛星写真や監視班のハイスピードカムでも看破出来なかったその動きは、一陣の風となって闘牌場を駆け抜けた。
燕返し262（メッサーシュミットシュヴァルベ）
ルーデルが仕掛けたイカサマ。シュヴァルベはツバメの意であり、ツバメ返しの懸け言葉にもなっている。スコルツェニーが仕掛けたツバメ返し以上の速度を誇るツバメ返しであり、その速度は飛行機雲を発生させ、イカサマの発覚を封じ込めた。その速度をスコルツェニーは「ジェットで飛ぶツバメ」と評した。
急降下爆撃II（ノーズダイブボンバーツヴァイ）
ルーデルのツモ。地和。上記の燕返し262から連続する必殺技。真・パパ・ブッシュのイカサマ看破を回避したため有効となった。
帝国電撃戦（ライヒスブリッツクリーク）
ヒトラーのアガリ。彼の超人的な「未来への洞察力」を以て、闘牌相手の初牌でアガリを決める勝打。
ダブルリーチ（「狭き門より入れ」）
ベネディクト16世の勝打。文字通りの狭いシャボ待ちの迷彩ダブル立直。ヒトラーの予告ロンに対抗するための技。
八連荘（エイトセンシズ）
ヒトラーの行う「帝国電撃戦」の最終目標たる役満。なお、エイトセンシズは車田正美の漫画作品である『聖闘士星矢』に登場する能力であり、「八識」「阿頼耶識」とも呼ぶ。
ハイゼンベルクストライク
スーパーアーリア人として覚醒したヒトラーが八連荘を達成するために用いた技術。麻雀の上がり計算における高点法を無視した技であるが、量子力学上の「重ね合わせ」の手法で、強引に並行世界を収束させ（いわゆる多世界解釈の導入）、相手の一度の放銃から複数回のアガリを行う技である。これが直撃すれば、複数回の放銃のダメージに加え、通常では難易度が高く時間もかかる役満「八連荘」もすぐに発生するため、文字どおり相手を瞬殺することが可能である。
この技が使われると、放銃した本人は「1度放銃しただけのはずが複数回放銃したダメージを突然受け、場もその回数だけ繰り返し放銃しただけ進んだ状態にいきなり時間が飛んだ」ように見え、それ以外の者には「技を受けた人物が普通に繰り返し放銃しただけ」に見える。
一見無敵の技であり、仕組みが解明された時には皆を恐怖させた。ただし、この技の性格上『1つの待ち牌に対して複数のアガリ形が解釈できる多面待ちでなければならない』という利点と対となる欠点もあり、技が来ることが事前に察知できれば、『多面待ちにならない牌を捨てることで回避可能』である。ヒトラーとの大将戦では、ニュートリノの異変をスーパーカミオカンデで感知し、アシモを通じてジュンイチローにこれが知らされた。
湯川博士によれば、スーパーアーリア人は、人為的にニュートリノを感知できるようにした存在であるらしい。
暗刻（「人はポンのみに生きるにあらず」）
ベネディクト16世がヒトラーとの「神々の麻雀」で用いた手。副露せずに同一牌を三枚揃えることを指す。ヒトラーとの精神世界での闘牌で、ドラの風牌が揃わずムダヅモを繰り返している際に、ヒトラーからの鳴きの誘惑を撥ね退け、あくまでも暗刻の成立に拘った際の勝打。
ベタオリ（「神を試みてはならない」）
ベネディクト16世がヒトラーとの「神々の麻雀」で用いた手。自身の牌姿を崩してでも安全牌を切ることを指す。事実上の勝負手の放棄である。対面の本命牌で「通らばリーチ」をし、清一色手で不調を振り払い逆転へと誘おうとするヒトラーの甘言を否定し、ベネディクト16世はあくまでも自身の信仰と判断を貫徹した。
字一色（ロゴス）
「神々の麻雀」を打ち破ったベネディクト16世がヒトラーに直撃させた渾身の役満。しかし、ヒトラーは安目を放銃したため、大三元とのダブル役満にはならなかった。結果、ベネディクト16世はヒトラーを討ち損じたことになった。
平和（エト イン テラ パクス）
ピエトロとベネディクト16世の手。文字通り、「地に平和を」の意。上記の字一色で追い詰めたヒトラーからの逃げ切り勝利を得るべく、両者はこれで場を流し続けた。
大粛清（ポリティカルパージ）
スターリンがジュンイチローに直撃させた大物手。門前清一色・タンヤオ・平和・一盃口を確定させた形の多面張の筒子手。ジュンイチローは高めを放銃し二盃口まで乗せてしまうという不覚をとっており、両者の力量の差が如実に表れた局面になっていた。
三暗刻ドラ6（対日宣戦布告）
同じくスターリンがジュンイチローに直撃させた大物手。ジュンイチローを三味線で油断させた上での勝打。
三色同刻（ユニオンジャック）
チャーチルがジュンイチローに直撃させた勝打。三種類の四の暗刻を連合旗の三色に見立てたもの。
三家和（ヤルティックキャノン）
ヤルタ会談の三首脳によるトリプルロン。キャノンは砲＝ほー＝和了の語呂合わせか。三者が同時に役満（四暗刻単騎、大三元、大四喜）を直撃させるという、麻雀漫画でも稀に見る兇悪なトリプルロンであり、キャノンの名に相応しい一撃であった。
戦乙女（ワルキューレ）
イゾルデがロンメルに直撃させた勝打。筒子のカンチャン待ちの一気通貫ドラ1で5200。
これ自体は特に目立った所のない勝打ではあるが、ロンメルをも上回る迅速な手作りであり、彼女の「月の子」としての力を垣間見せた。
現物（ジャスティス）
トリスタンがUNKNOWNの迷彩リーチに対して打った手。ジャスティスは現物＝ジャストをもじったものか。
光学イカサマ（アシモビジョン）
アシモの機体に搭載された七つの秘密兵器の一つ。 に他の牌の絵柄を投影する。このため、トリスタンは現物による一発回避を仕損じた。
握り込み（アシモグラップル）
アシモの機体に搭載された七つの秘密兵器の一つ。手に備えられた特殊機構を用い、牌山から取りこんだ牌で手牌の一部をすり替えアガリを攪乱する。このため、トリスタンは完璧な読みを逆手に取られてしまった。
九種九牌（サンセットグロウ）
アシモの警告を受け、小泉が国士無双十三面を放棄して降りた手。ツモった  は、ヒトラーのハイゼンベルグストライク（三倍満）の当たり牌であり、トリスタンが国士無双十三面をテンパっていたため、降りなければ確実に振り込んでいた。
パオ（アンチェインマイハート）
ヒトラーがアシモにしかけた罠。 を大明槓し、 を暗槓した後、 を手出したヒトラー。それを見てアシモが合わせ打った  をヒトラーがポンした。このため、ヒトラーに大三元をツモられるか、ダブル役満を差し込まれたら、アシモは責任払いでトバされてしまうピンチに陥った。
字一色大三元（グングニル）
ヒトラーがトリスタン諸共アシモを飛ばした勝打。トリスタンがヒトラーに差し込んだものだが、上述の通りアシモの責任払いが確定していたため、トリスタンとアシモの折半になり、両者とも飛びになった。トリスタンは差し込めば自身も飛ばされることは承知のうえで、アシモを道連れにした。
大竹林（パワーオブドリームス）
アシモの復活後、小泉が放った失われし太古の技。なお、本闘牌ではローカルルールは採用していないが、裏が乗ったため数え役満。ちなみにパワーオブドリームスはHONDAのスローガンである。
四暗刻単騎四槓子
大将戦のクライマックスでヒトラーが第四帝国の勝利を決定的にしようとした手。四暗刻単騎にはホーリーオーダーと、四回の槓にはそれぞれハイリゲスレーミッシェスライヒ（第一帝国）・ドイチェスカイザーライヒ（第二帝国）・ダスドリッテライヒ（第三帝国）・ダスフィアテライヒ（第四帝国）とルビが振られている。なお、3つ目の槓では  を用いているが、本作においては  はヘイムダルが角笛を吹く姿を模して作られたためゲルマン民族にとって神聖な牌であるとしており、宇宙開闢以来一度も和了られたことのない  を含む四暗刻四槓子を和了った暁には世界が終末、ラグナロクが到来するといわれている。
立直ドラ3（パイレーツオブアフリカン）
ソマリアの海賊のお頭が放った勝打。
空挺戦法（エアボーン）
奥村陸曹が使用した、チンイツの影も形も無いところに役を作りアガる戦法。
大四喜（ヘイロー）
奥村の勝打。わざと暗刻を崩すことにより土井タカコを誘導。その捨て牌をポンし、続けておヒキの花田の捨て牌をポンしつづけることで、あっという間に大四喜を作り上げた。
ダブルテスラコレダー
両手のテスラコイルの電流でフィラデルフィア・エクスペリメントを引き起こし、相手を異世界に吹き飛ばす技。
四暗刻（エレクトリッガー）
乾の勝打。ダブルテスラコレダーで相手を異次元に飛ばし、アガリ牌ツモを自動捨て牌させてその牌で上がった。
ちゃぶ台返し（イッテツバスター）
鳩山ユキヲの技。麻雀卓をひっくり返すチョンボ。
ちゃぶ台返し返し（アンチイッテツバスター）
相手にちゃぶ台返し（イッテツバスター）をされる前に麻雀卓で相手を殴る真田の技。もちろんチョンボである。
立直一発（トマホークアタック）
真田の技。ファイアー立直で轟盲牌をすると同時にすりかえを行い、鳩山に作った白牌を掴ませ一発で上がった。
準国士無双（エクリプス）
真田の勝打。「ライジング・サン」が国士無双十三面待ちを指すのに対し、こちらは国士無双一面待ちを指す。エクリプスとは日食という意味である。頭の準は、「純正国士無双十三面待ち」に対する、「準正国士無双一面待ち」のことを指すものと思われる。かつては十三面待ちのみが国士無双として認められていた。
嶺上開花（キューティーブロッサム）
蒼井うさぎ、江青の勝打。麻雀の役の中で唯一「花」を冠することから、アイドルのみが上がることを許された技とされ、かつての「本物」のアイドルたちが得意技としたという。バリエーションとして江青のレボリューショナリーブロッサム（中ドラ3との複合）、蒼井うさぎのブロッサムカルテット（字一色、四槓子との複合）がある。

## 用語
豪運
本作全体を貫く鍵概念であり、強運の上位に位置する運を指す。ただし、本作のオリジナルではなく、先行する麻雀漫画である『兎-野性の闘牌-』が出典。各国首脳（そして歴史上の偉人達）は程度の差こそあれこれを持つ。それゆえに、各国首脳間での闘牌は常識では考えられないような配牌や牌譜が頻出することになる（ジュンイチローの人和コースの強配牌をパパ・ブッシュが地和で阻止するなど）。ただし、あくまでも運勢である以上、場の勢いや対局者の状態などに左右されて起伏が生じるようである（ダメージが癒えないプーチンが半分闘牌から降りていたり、エレオノーラが只のタンヤオしか上がれなかったりするなど）。
首脳会談
各国の代表者による外交交渉の舞台。現実世界における国威と国益を懸けた論戦は、本作では卓上の闘牌にそのままスライドする。その闘牌のルールや内実は様々であり、事前の取り決めで異なるようである。『南海の劇戦』では点F-15ルールで闘牌がなされ、結果としてF-15の授受になった。『勃発!“神々の黄昏（ラグナロク）”大戦』での点-地球レートは、そのまま最終勝者が地球人類の指導権を握るということを指す。
麻雀力
本作独自の概念。一般的に麻雀の技術的な実力の高い低いを言い表す「雀力」とは別物で、「アーデルハイド(Adh)」と言う単位で具体的な数値が示される。文字通り対局者の麻雀の能力を指数として表したものだが、豪運などの技術的・理論的な実力以外の要素も含まれる。一般人（タイゾー）が7アーデルハイドに対して真・パパ・ブッシュは8000超という数値を叩き出し、常人とはケタ違いの豪運を示している。歴史上の人物では、カール大帝が約3万と記録されており、さらに5巻では月の子（モンデンキント）であるトリスタン（スーパーアーリア人状態）は32768adhという最も神に近い数値も叩き出している。
これは単純な麻雀の勝敗にも直結するが、あまりに麻雀力に差がある者同士が対面すると心的プレッシャーから始まり、動機息切れなどの体調不良を引き起こす。スーパーアーリア人レベルの麻雀力を持つ存在は、一般人が直視するとそれだけで鼻血を出したり気を失ったりするほど。
闘牌気
高い麻雀力を持つものが身に纏うことが出来るという"気（オーラ）"。OVAでは小泉の闘牌気によって毛主席が復活した。
万国津梁館
『南海の劇戦』における日米首脳会談および闘牌の舞台。沖縄県名護市に実在するリゾートコンベンション施設。
点F-15
『南海の劇戦』で採用されたレート。文字通り千点につき軍用機のF-15一機（およそ100億円）。後に点F-22や点-主導権などさらに高レート化が進んだ。
C.T.U.（小泉手牌監視班）
ジュンイチローのイカサマを看破するため、元国務長官が独断で手配したもの。
この様な特殊部隊を導入すること自体が、パパ・ブッシュ以下米国首脳のジュンイチローに対する評価を示すものと言える。
ジョージ・H・W・ブッシュ
アメリカ合衆国海軍所属のニミッツ級航空母艦の10番艦。命名元は無論パパ・ブッシュである。『大海に響くは勝利の凱歌』では命名元であるパパ・ブッシュの立会いの下、本空母の飛行甲板が闘牌の舞台として提供された。
CH-47 チヌーク
バートル社（現ボーイング・ロータークラフト・システムズ）が開発した輸送用ヘリコプター。『大海に響くは勝利の凱歌』では航空自衛隊機がジュンイチローをジョージ・H・W・ブッシュに、『勃発!“神々の黄昏（ラグナロク）”大戦』では世界連合軍の面々や「イェール魂」をギアナ高地へと空輸した。
点テポドン
『大海に響くは勝利の凱歌』で金将軍が負け分として定めたレート。
F/A-18E スーパーホーネット
ジョージ・H・W・ブッシュに艦載されていたアメリカ海軍の戦闘攻撃機。『大海に響くは勝利の凱歌』終盤でジュンイチローが搭乗し、「点テポドン」で日本に向けて発射されたテポドンを体当たりで破壊した。なお、発進時のジェット噴射で金将軍は海へと吹き飛ばされた後サメに襲われ、後にメカ正日となる原因となった。
国会議事堂地下闘牌場
『襲来!!!バルチック艦隊』の最終話の舞台。その存在を知る人はごく限られる。一方で観客席を完備しており、対プーチン戦では多数の国会議員が闘牌の模様を観戦している。この闘牌には、小泉は白紋付、プーチンはKGB時代の暗殺者としての正装で登場した。
劣化ウラン（D・U）牌
文字どおり、素材が劣化ウランになっている麻雀牌。重量は通常の牌の10倍以上（1個150g）になっているため、対応する全自動卓が必要となる。その重量自体が各種の不正行為（すり替えや燕返しなど）を物理的に不可能にする。また、激しい摩擦熱を与えると酸化雰囲気で激しく燃焼するため、轟盲牌も使用不可能であるとされた（対プーチン戦でジュンイチローは前述の通り轟盲牌を使用し、プーチンも黙認している）。サッチャー曰く、本来はパパ・ブッシュの手癖の悪さを抑えるために作られたものとのこと。プーチンとティモシェンコの両名により実際の闘牌に都合2回使用されたほか、アン・ノウン＝アシモの正体を暴くためにヒトラーも使用した。
白騎士（ホワイトナイト）
白牌に「白」と刻印が彫られている特殊牌。北朝鮮軍兵士に扮して闘牌に紛れ込んだピエトロが、メカ正日の轟盲牌を封じるために用意した。
パロマー山天文台
アメリカ合衆国カリフォルニア州サンディエゴに実在する天文台。ここに所在するNEAT（地球近傍小惑星追跡）対策本部が、第四帝国のインド洋マスカリン諸島沖への先制攻撃を始めて感知した。
ティーガーIV
第四帝国の「新機械化師団（ノイエ・パンツァーディビジオーン）」所属の主力戦車。形状はティーガーIやティーガーIIよりも、その系列車輌である重駆逐戦車ヤークトティーガーに酷似しているが、足回りなどがヤークトティーガーと異なる。月面の静かの海前線基地に配備されており、グスタフ列車砲の護衛にも回されていた他、ロンメル配下の「月の狐戦車隊（モンデンフォックス）」にも多数が配備されている。なお、「ティーガーIII」が存在するのかは不明である。
10000mmグスタフ列車砲
80cm列車砲を第四帝国が再設計・巨大化させた戦略兵器。その実態は超巨大レールガンで、本機より発射される遊星爆弾は広島型原爆の1000倍の破壊力を誇り、地球人類を戦慄させた。月面に配備されているという空間的有利を最大限に利用した完全兵器である。原型となった80cm列車砲は鉄道路線上しか走行出来ず、本機も劇中では軌道上に配備されていたが、足回りは履帯となっており、ある程度の自走が可能なようである。第四帝国はこれで地球上の全都市を狙撃するという恫喝をG8首脳陣および全地球に対して行い、この攻撃を阻止するための交換条件として5対5の闘牌が行われることになる。
第四帝国の宇宙船
スコルツェニーが月面と地球の往還に使用した宇宙船。第三帝国の軍用機やスペースシャトルではなく、アダムスキー型UFOそのものの形をしていた。本機の系列機に当たるハウニブー型も登場しており、ブッシュJr.の命令で実行されたアメリカ国防総省の惑星間ミサイル攻撃を一蹴した。また、アメリカ宇宙軍もエリア51でほぼ同形状のUFOを建造していたが、「レーヴァテイン」による月からの攻撃によって基地ごと破壊されている。ヒトラー自身は鉤十字の描かれた超巨大円盤「ヴィングスコルニル（ブリュンヒルドの愛馬の名称）」に乗って登場しており、そこから雷やリング状の転送ビームを放射している。ちなみにハウニブー型の元ネタは、「鋼鉄の咆哮」シリーズに登場するナチスドイツのアダムスキー型秘密兵器「ハウニブー」である。
月面の鉤十字旗
アポロ計画で月面に到達した人類が「静かの海」で発見した第四帝国の国旗（党旗）。本作において復活しつつあるナチの脅威の象徴。この発見を受けて、米ソはアポロ計画およびソユーズ計画を中断せざるを得なくなった。CIAに所属した過去があるためか、パパ・ブッシュはジョン・F・ケネディが月面着陸の声明を出した時点で気がついている描写があった。ただし、実際にパパ・ブッシュがCIA長官を務めていたのはこの時期より後である。
ギアナ高地
南アメリカ北部に存在する高地。17億年前の花崗岩が剥き出しになった楯状地であり、その怪絶極まりない峻厳な地形はおよそ人を寄せ付けず、地球最後の秘境と言われる。その荘厳な景観を「神々のすむ台地」と呼ぶ。ここの最高峰であるテーブルマウンテンの頂上特設闘牌場（コロッセオ）が第四帝国との戦いの舞台となる。
カイザー・ヴィルヘルム優生学研究所
ドイツ帝国時代から存在するドイツの学術団体であるカイザー・ヴィルヘルム協会傘下の研究所の1つ。月面に同名の研究施設があり、ワグナーの遺体などが保管されていた。
対人地雷（S-マイン）牌
第四帝国次鋒のメンゲレが用いた細工牌。第二次大戦中にドイツ軍が多用していたもの。金属針には致死性の神経毒が塗られており、ティモシェンコを一時的に失明に追いやった。そのまま放置すると最終的に死に至るため、ティモシェンコは自らの首にメスを入れ（ジュンイチローの見立てでは頚動脈を切ったとされている）、血ごと毒を排出して危機を回避した。それに伴い視力も回復している。この罠に真っ先に気づいたのは、第二次大戦において連合国軍への従軍経験を持つパパ・ブッシュであった。
プルトニウム牌
地球連合次鋒のティモシェンコがメンゲレを直接攻撃するために使用した特殊牌。プルトニウム（α相239Pu）を中性子反射材レッドマーキュリーで背面と上下面を覆う形で構成されている。その巨大な質量を隠蔽し、核分裂反応の暴発を防ぐため、劣化ウラン牌の中に13枚だけ混ぜられており、全部集めることにより臨界状態に達して中性子を放出する。メンゲレの体内の水分＝天然の中性子反射物質と複合することで彼はこの牌ごと「人間原子炉」と化した。
チェルノブイリ原子力発電所事故
本作では、チェルノブイリ原子力発電所自体が原発に偽装したレッドマーキュリーの秘密研究施設であり、その実験事故の隠蔽工作として上記事故が起こったとされている。
Ju87 スツーカ
第三帝国空軍の急降下爆撃機。本作では史実通りにルーデルとガーデルマンが搭乗している他、ルーデル配下の部隊に複数が配備されている。本作に登場する機体のモデルとなったのは、翼下に37mm対戦車機関砲をガンポッド方式で搭載したG型で、原型機のJumo211液冷エンジンはカウリングを残して取り外され、垂直尾翼下部に新たにロケットエンジン1基が装備されており、原型機では37mm砲が搭載されていた部位には、垂直離着陸や逆噴射に使われるスラスターが装備されている。これによる物か、本編の回想シーンでも指摘された問題である37mm機関砲の重量バランスも改善されている模様。他にも、計器盤が近未来的なモニターに変更されており、大気の無い月面における飛行能力などを有しているなど、外見以外は別物になっているようである。
T-34
第二次世界大戦時のソ連軍の中戦車。回想シーンに登場。ルーデルの猛攻に12両のT-34が3分持たずに全滅するという、『機動戦士ガンダム』のコンスコン隊のリック・ドムそのままの扱いをされていた。
ジェリコのラッパ
Ju 87が急降下爆撃を行う際に放つ風切り音のこと。ルーデルが牌勢を察知し一気通貫の牌姿を形成する際の迷いなきツモの連続は、このラッパからの急降下爆撃そのものであった。
スカル・アンド・ボーンズ
アメリカのイェール大学に実在する秘密結社。ブッシュ父子はここに在籍していたようである。学生時代のブッシュJr.がここに在籍していたことが描かれているが不良集団の様な扱いをされていた。
イェール魂
イェール大学総番の証しであり、ブッシュ家の当主「パパ・ブッシュ」の証しでもある特攻服。第四帝国中堅戦の直前、父親から息子に引き継がれており、「真パパ・ブッシュ」として覚醒したブッシュJr.が着用した。ブッシュJr.は闘牌に敗北するものの、イェール魂のもつ雷耐性の加護により、首の皮一枚で命をつなげていた。
テキサス・レンジャーズ
MLB、アメリカンリーグ西地区所属のプロ野球チーム。本拠地はテキサス州アーリントンにあるレンジャーズ・ボールパーク・イン・アーリントン。ブッシュ一家の野球観戦の記憶から、ブッシュJr.は本チームの経営に関わったことが回想で明かされた。
Take Me Out to the Ball Game
1908年に作曲されたアメリカのノベルティソング。邦題は「野球場へ行こう」。アメリカの野球ファンの愛唱歌として有名。回想シーンに使われ、ブッシュ一家の追憶の日々を彩った。
MH-53 ペイブロウ
アメリカ空軍が保有する捜索救難および特殊作戦用ヘリコプター。ルーデルの「急降下爆撃II」の直撃を受けた真・パパ・ブッシュと、電撃でボロボロになった「イェール魂」を回収した。なお、劇中では何故か海兵隊所属機となっている。
ゴルゴダの枷
ベネディクト16世が両腕両脚に装着していた枷。法王の巨大な麻雀力を抑制するために用いられる。ジュンイチローとの闘牌では、この枷のために1/10程度の力しか出せなかったようである。第四帝国との闘牌に臨んで、法王はこの枷を全て外している。
「神々の麻雀（ラグナロク）」
副将戦のベネディクト16世対ヒトラー戦で仄見えた麻雀の究極の領域。お互いが全ての配牌以下打牌まで全てを洞察してしまうため、起家の賽振りの時点で場の勝敗や上がりが決まってしまうというもの。傍から見れば、ベネディクト16世が何もしないまま真綿で締めあげられているようにしか見えないという状況であり、その闘牌状況の意味を看破した地球連合側の首脳達は動揺どころか戦慄を隠せなかった。
ラット・ライン
第三帝国の崩壊前後の時期に、ヴァチカンが用意した中南米諸国への地下逃亡路。ナチス・ドイツの残党をカトリックの勢力が強い中南米諸国へと逃していた。ヒトラー自身もラット・ラインを利用して逃亡に成功し、その逃亡を意図せずして幇助してしまったのが若き日のベネディクト16世である。
ユダの荒野
パレスチナの大地に広がる荒野。「神々の麻雀」の闘牌の舞台である精神世界の一つとして登場。ヒトラー扮する悪魔がベネディクト16世を誘惑し、その信仰を試すという、福音書の物語そのものの闘牌が展開された。
スーパーアーリア人
最も神に近い麻雀力を持つといわれる伝説の雀士。ヒトラーがベネディクト16世戦で覚醒した。頭髪は金髪と化して総毛立ち、異様な力を誇示している。
ツェツィーリエン宮
ドイツ・ポツダムにある宮殿。月面に同名の宮殿があり、月に逃れたエヴァ・ブラウンらが暮らしている。
スーパーカミオカンデ
東京大学宇宙線研究所によって岐阜県飛騨市神岡町（旧吉城郡）神岡鉱山内に建設された、巨大なニュートリノ検出装置。本作では、「八連荘」発動時の異常なニュートリノ放出を感知し、そこに秘められたベネディクト16世の最後のメッセージを解読する重要な役割を果たした。
恐山
青森県の下北半島に位置する霊峰。日本三大霊山の一つに数えられ、心霊スポットや信仰の対象として夙に名高い。本作では、ここにある「伝説の雀荘」が、ジュンイチローの修行の場として紹介され、「卓上ヤルタ会談」の舞台となった。
ヤルタ会談
第二次世界大戦後の世界秩序（同時に戦勝国側の利益配分）を定めるため、クリミア半島のヤルタで催された会談。連合国側の三首脳であるルーズベルト、チャーチル、スターリンが出席している。本作では、三者の会談はそのまま「三麻」になっており、史実通りの勝敗になったようである。
エラトステネス・クレーター
月にある月面最大級の衝突クレーター。本作では当クレーターが"レーヴァテイン（火神の剣）"と命名された大口径ビーム砲に改造されており、反乱軍指導者のロンメル元帥の指揮の下、アメリカのエリア51秘密基地を攻撃、壊滅させている。
エリア51
アメリカ合衆国ネヴァダ州に所在する地区。ロズウェル事件など、UFOに関する陰謀論で頻出する地名であり、アメリカによるUFOや宇宙人研究が秘密裏になされている場所として多くのフィクションでも採り上げられる場所である。本作では本当に合衆国宇宙軍の秘密UFO基地になっていた。
ボストチヌイ宇宙基地
ロシアが極東地区に建設中の宇宙基地。本作ではすでに完成されており、アメリカのエリア51と並ぶ、ロシア宇宙軍の秘密基地となっていた。この情報は第四帝国側にも察知されており、第四帝国の先制攻撃によって灰燼に帰した。このため、地球連合側は月への直接攻撃のための足場を全て失うこととなった。
バイコヌール宇宙基地
ボストチヌイ宇宙基地と並ぶ、ロシアの宇宙開発基地。こちらも第四帝国側の攻撃で壊滅しており、ごく僅かの宇宙ロケットを残すのみという惨状であった。
やまと
日本（JAXA）が開発したカプセル型有人宇宙船。機体ナンバーはMBL68B09E。メインエンジン1基の他に、姿勢制御用と思われるサブエンジンを4基装備している。運用には内閣の承認を必要とする。打ち上げに使用するH-IIAロケットのペイロードの限界があるため、燃料は片道分のみで、帰還船や脱出装置も搭載しておらず、生命維持装置なども一人分しか積んでいない。なお、現実世界においても「ふじ」という同種の宇宙船が計画されていたが、こちらは3人乗りとなっている。
ヒトラーとの最終決戦に向かうジュンイチローとUNKNOWNを乗せて種子島宇宙センターから月へと打ち上げられ、72時間後に雨の海のアペニン山脈付近に着陸した。なお、発進シーンには『宇宙戦艦ヤマト』のパロディが散見される。
ヴァルハラ宮
第四帝国が月面に建設した闘牌場。ここが地球連合と第四帝国との大将戦の舞台となる。
第13独立麻雀部隊
真田らが在籍する部隊。小泉を失ったことによって低下した日本国の麻雀力増強のため、自衛隊内に設立された。略称はMJ13。
O小隊（オーしょうたい）
紛争地に現れては、人々を救い、影のように去っていく謎の空挺団（作中ではルワンダに現れ、難民たちをインプザムガンビの攻撃から救った）。その正体は、秘密任務を帯びた奥村一曹率いる陸上自衛隊第一空挺団の精鋭である。隊長は奥村のバディである花田二尉であるが、「隊の魂と心はあなた（奥村）のものです」というように、奥村が事実上のリーダーである。

## 余談
作者の大和田は本作執筆の縁から、2007年7月に行われた竹書房第18回漫画家麻雀大会に参加。「テンパイ即リーチしてみたら一発ツモ裏ドラで満貫」「親の時、配牌時点でドラの暗刻ができていた」など、本編さながらの強運ぶりで見事優勝を飾った。
作中では日本を始め世界各国の政治家を登場させているが、これまでのところ関係者からの抗議を受けたことは一度もないという。
さらに、麻生タローのモデルである麻生太郎が本作を愛読していると語っており、第六巻のオビに本人の写真が掲載されている。

## 書誌情報
- 大和田秀樹 『ムダヅモ無き改革』 竹書房〈近代麻雀コミックス〉、全16巻
  1. 2008年9月5日発売[6]、ISBN 978-4-8124-6869-2
  2. 2009年8月7日発売[7]、ISBN 978-4-8124-7140-1
  3. 2009年12月26日発売[8]、ISBN 978-4-8124-7218-7
  4. 2010年5月17日発売[9]、ISBN 978-4-8124-7267-5
  5. 2010年11月17日発売[10]、ISBN 978-4-8124-7461-7
  6. 2011年3月26日発売[11]、ISBN 978-4-8124-7525-6
  7. 2012年1月27日発売[12]、ISBN 978-4-8124-7736-6
    - 特装版（同日発売[13]）、ISBN 978-4-8124-7737-3

  8. 2012年6月27日発売[14]、ISBN 978-4-8124-7914-8
  9. 2012年12月17日発売[15]、ISBN 978-4-8124-8066-3
    - 特装版（同日発売[16]）、ISBN 978-4-8124-8067-0

  10. 2013年5月16日発売[17]、ISBN 978-4-8124-8175-2
  11. 2013年10月17日発売[18]、ISBN 978-4-8124-8426-5
  12. 2014年3月27日発売[19]、ISBN 978-4-8124-8544-6
  13. 2014年7月26日発売[20]、ISBN 978-4-8124-8741-9
  14. 2014年12月1日発売[21]、ISBN 978-4-8019-5046-7
  15. 2015年5月15日発売[22]、ISBN 978-4-8019-5261-4
  16. 2015年10月1日発売[23]、ISBN 978-4-8019-5360-4
- 大和田秀樹 『ムダヅモ無き改革 プリンセス オブ ジパング』 竹書房〈近代麻雀コミックス〉、全13巻
  1. 2018年2月15日発売[24][25]、ISBN 978-4-8019-6182-1
  2. 2018年4月13日発売[26]、ISBN 978-4-8019-6231-6
  3. 2018年7月14日発売[27]、ISBN 978-4-8019-6320-7
  4. 2018年10月1日発売[28]、ISBN 978-4-8019-6402-0
  5. 2019年2月1日発売[29]、ISBN 978-4-8019-6506-5
  6. 2019年6月1日発売[30]、ISBN 978-4-8019-6628-4
  7. 2019年12月27日発売[31]、ISBN 978-4-8019-6824-0
  8. 2020年7月1日発売[32]、ISBN 978-4-8019-7030-4
  9. 2020年12月26日発売[33]、ISBN 978-4-8019-7169-1
  10. 2021年7月1日発売[3]、ISBN 978-4-8019-7384-8
  11. 2021年12月28日発売[34]、ISBN 978-4-8019-7526-2
  12. 2022年7月1日発売[35]、ISBN 978-4-8019-7675-7
  13. 2022年12月28日発売[36]、ISBN 978-4-8019-7939-0

関連書籍
- ムダヅモ無き第二次改革 アンソロジーコミック ISBN 978-4-8124-7485-3 … 2010年12月7日発売

|                | 目次順 | /50音順    | 頁数 | 備考          |
| -------------- | ------ | ---------- | ---- | ------------- |
| 北条晶         | 01     | ほうしよう | 6    |               |
| 山東ユカ       | 02     | さんとう   | 4    | 4コマ         |
| 後藤羽矢子     | 03     | ことう     | 6    | 4コマ         |
| 大井昌和       | 04     | おおい     | 6    |               |
| 東屋めめ       | 05     | ひかしや   | 4    | 4コマ         |
| 佐野妙         | 06     | さの       | 4    | 4コマ         |
| 師走冬子       | 07     | しわす     | 4    | 4コマ         |
| 藤島じゅん     | 08     | ふししま   | 6    | 4コマ         |
| 唐草みちる     | 09     | からくさ   | 6    |               |
| まがりひろあき | 10     | まかり     | 6    | 4コマ         |
| 葛西りいち     | 11     | かさい     | 8    |               |
| 谷和也         | 12     | たに       | 6    | 4コマ         |
| 美月李予       | 13     | みつき     | 6    | 4コマ         |
| おーはしるい   | 14     | おおはし   | 4    |               |
| 小坂俊史       | 15     | こさか     | 4    | 4コマ         |
| 伊藤黒介       | 16     | いとう     | 6    |               |
| 池尻エリクソン | 17     | いけしり   | 4    | 4コマ         |
| 黒川春姫       | 18     | くろかわ   | 8    |               |
| 押切蓮介       | 19     | おしきり   | 4    |               |
| 柘植文         | 20     | つけ       | 4    |               |
| 310            | 21     | 310        | 4    |               |
| 永井道紀       | 22     | なかい     | 6    | 4コマ         |
| 黄島点心       | 23     | きしま     | 8    |               |
| 藤生           | 24     | ふしお     | 4    | 4コマ         |
| カラスヤサトシ | 25     | からすや   | 4    |               |
| 森井ケンシロウ | 26     | もりい     | 4    | 4コマ         |
| いでえいじ     | 27     | いて       | 6    |               |
| 大和田秀樹     | 28     | おおわた   | 2    | あとがき4コマ |
- ムダヅモ無き改革 麻雀外交全記録 ISBN 978-4-8124-7738-0 … キャラクターブック。2012年1月27日発売[37]

## OVA
2010年2月26日にOVA『ムダヅモ無き改革 -The Legend of KOIZUMI-』として発売された。YouTubeおよびニコニコ動画において偽まるの個人名義で第一話「北」の巻が投稿され、公式サイトでも視聴が可能だった。第二話と第三話は、原作にないオリジナルのストーリー展開となっている。制作陣・キャストは『邪道魔法少女』シリーズからの引き継ぎとなっている。『大魔法峠』同様原作の過激なギャグがパワーアップされている。

### サブタイトル
1. 「北」の巻（VS金将軍）
2. 「中」の巻(前編)（VS胡主席）
3. 「中」の巻(後編)（VS毛主席）

### スタッフ
- 監督・絵コンテ・演出 - 水島努
- 脚本 - 大和田秀樹、水島努
- キャラクターデザイン - 谷口淳一郎
- 作画監督 - 橋本和紀
- 色彩設計 - 坂本いづみ
- 美術監督 - 森元茂
- 撮影監督 - 松崎信也
- 編集 - 後藤正浩
- 音響監督 - 岩浪美和
- 音楽 - 高木隆次
- 企画 - 川村明廣、小野光枝
- プロデュース - 川瀬浩平
- プロデューサー - 武智恒雄、納谷僚介、皆川護
- アニメーション制作 - TYOアニメーションズ
- 製作 - 「ムダヅモ無き改革」製作委員会（ジェネオン・ユニバーサル・エンターテイメント、クロックワークス、STUDIO MAUSU）
- 発売元 - ジェネオン・ユニバーサル・エンターテイメント

### テーマ曲
「ムダヅモ無き改革 〜勝利の闘牌ジュンイチロー〜」
作詞 - 大和田秀樹 / 作・編曲 - 高木隆次 / 歌 - 小泉ジュンイチロー（森川智之）